# Opel Kadett
Opel Kadett (ˈoːpəl kaˈdet) — семейство автомобилей малого и среднего класса, которые выпускались немецкой компанией Opel, принадлежащей General Motors с 1937 по 1940 и с 1962 по 1992 года. В модельном ряду он неизменно занимал положение бюджетной модели эконом класса.

## K36-K38
В декабре 1936 года коммерческий директор Opel Генрих Нордхофф представил публике первый компактный автомобиль Opel — Kadett, который  назвали в честь младшего офицерского чина.
Производство первых, довоенных Kadett началось в декабре 1936 на заводе Adam Opel в Рюссельсхайме. Модель была создана на основе Opel Olympia 1935 года — удачной малолитражки с несущим кузовом и фарами, интегрированными в крылья. Дизайн Kadett был весьма прогрессивным за счёт интегрированных фар, передненавесных дверей и отсутствия подножек.
Kadett позиционировался на рынке как «народный» автомобиль — упрощённая Olympia — и продавался по фиксированной цене 2100 рейхсмарок. Более дорогая Olympia с 1,5-литровым верхнеклапанным мотором стоила от 2500 до 2950 рейхсмарок. Kadett предлагался в 2-дверных версиях Limousine (седан) и Cabrio Limousine (кабриолет).

### Техническое устройство
На Kadett устанавливался рядный 4-цилиндровый нижнеклапанный двигатель объёмом 1074 см3 и мощностью 23 л. с. Он был унаследован от своего предшественника Opel P4.
Kadett использовал практически те же несущее шасси от Olympia, лишь уменьшенное в масштабе. Передняя подвеска была независимая, типа Дюбонне. Задняя подвеска — неразрезной задний мост на двух продольных рессорах.

### Версии Kadett KJ38 и K38 Spezial (1938—1940)
В 1938 году модель Kadett получила новую радиаторную решётку в стиле арт-деко с горизонтальными планками. В технической части изменений не произошло, но теперь Opel Kadett был доступен в двух уровнях отделки: базовой (KJ38) и Spezial (K38). Версия KJ38 являлась 2-дверным седаном и оснащалась неразрезной передней осью на рессорах, а K38 имела дополнительные хромированные детали и два варианта кузова (кабриолет и 4-дверный седан).

В 1940, после выпуска 168 875 машин семейства Olympia — Kadett, в том числе 107 000 под маркой Kadett, гражданское производство было свёрнуто и переоснащено для выпуска военных моделей грузовиков Opel Blitz.

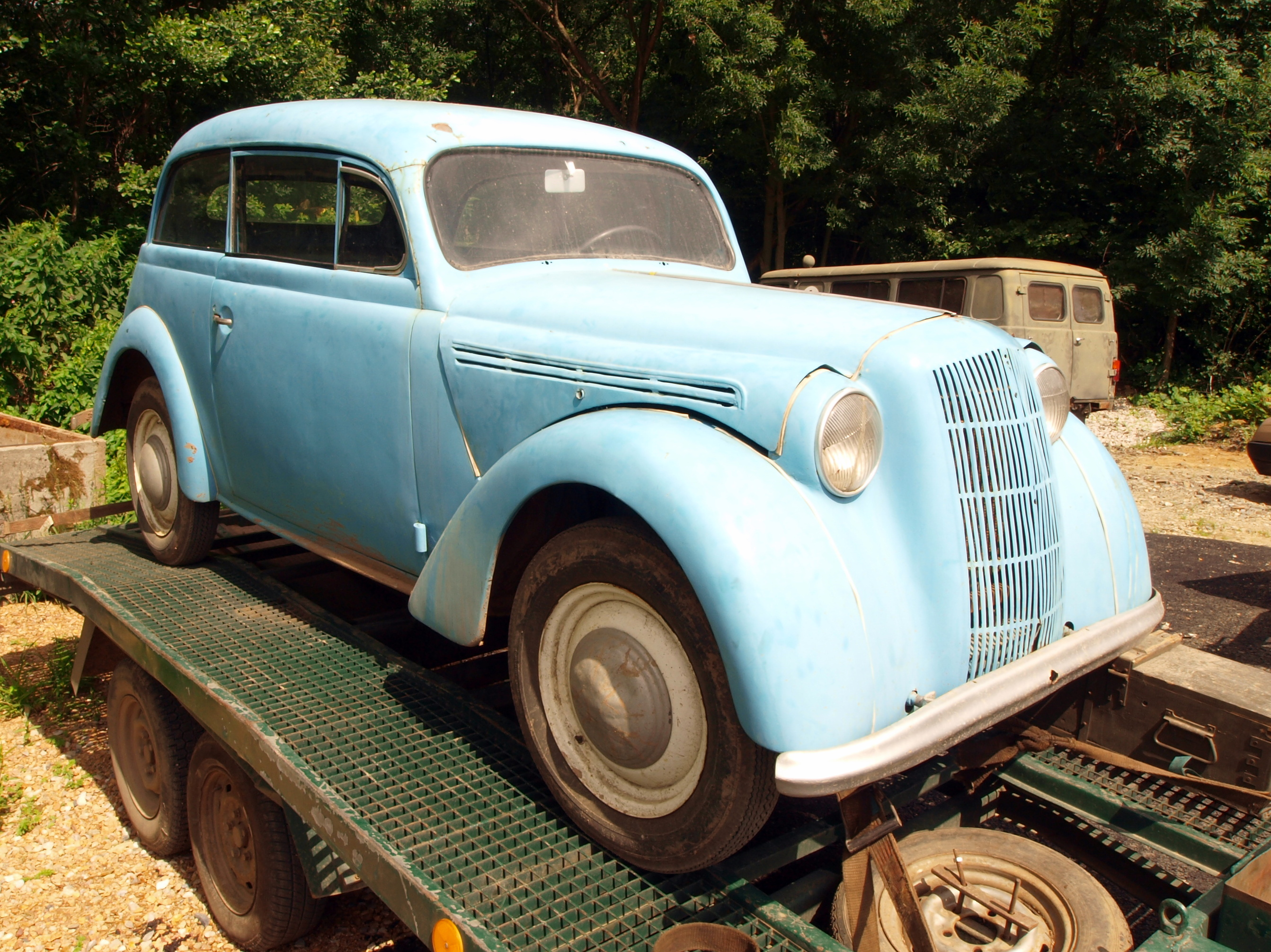
Opel Kadett со старым оформлением радиаторной решётки (1936-1937 гг.)
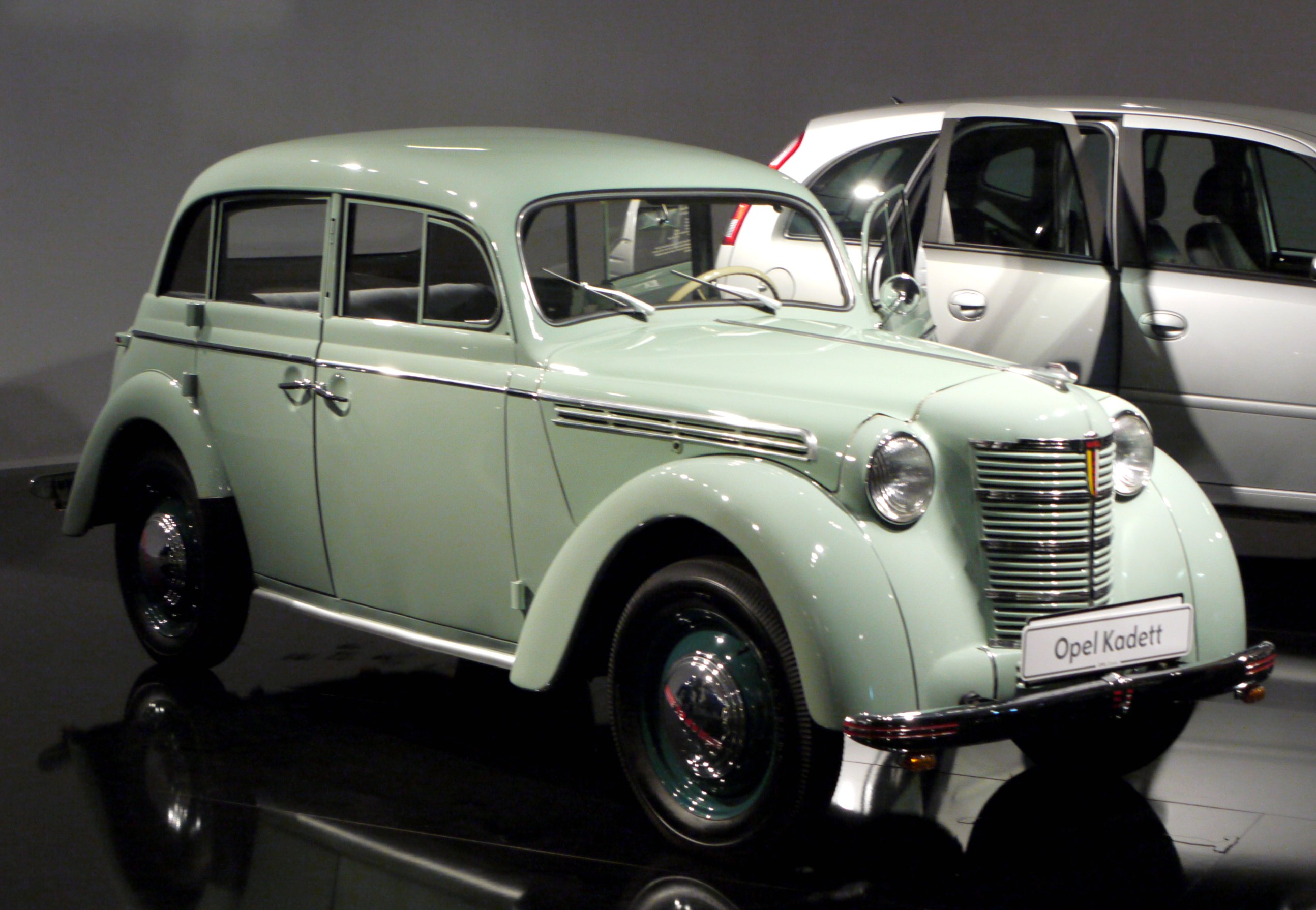
Четырёхдверный Opel Kadett (1938)
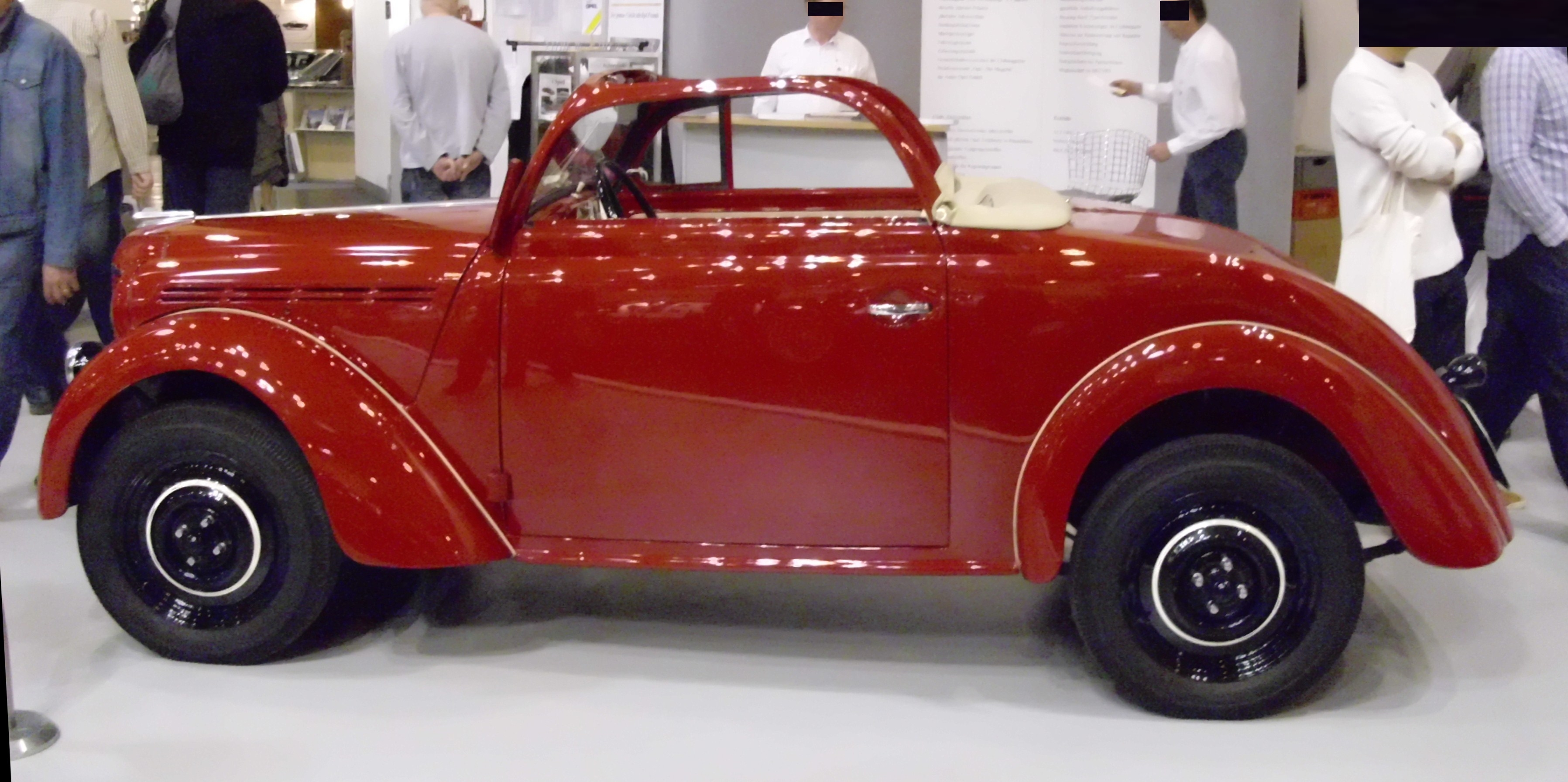
Кабриолет Opel Kadett Strolch (1938)

### Москвич-400
В 1945 году, после Второй Мировой войны и разгрома нацистской Германии, Советский Союз запросил у американской оккупационной администрации (под её контролем оказался Рюссельсхайм) предоставить в качестве военных репараций всю техническую документацию и станки для производства Opel Kadett. Выбор советского руководства пал именно на Kadett, так как этот автомобиль имел много общего с моделью КИМ 10-50, который начали выпускать на МЗМА до начала войны. Однако выяснилось, что после бомбардировок на заводе уцелело только несколько чертежей и отдельных штампов. Поэтому советским инженерам пришлось воссоздавать чертежи путём изучения трофейных Opel Kadett.
В 1947—1956 на базе оборудования и оснастки, частично вывезенных с завода в Рюссельхайме по репарациям, частично воссозданных заново, советский Московский завод малолитражных автомобилей выпускал семейство Москвич-400 — изначально полный аналог четырёхдверного Kadett в варианте с независимой передней подвеской.
Выпуск Olympia в Рюссельсхайме был восстановлен в 1947 году; до снятия с производства в 1953 было выпущено около 186 000 послевоенных «Олимпий» разных модификаций, базировавшихся на предвоенном прототипе. В 1953 под маркой Olympia был выпущен принципиально новый автомобиль, существенно более крупный, чем модели 1935—1953 годов, а ниша малых автомобилей оставалась вакантной до 1962 года.

## Opel Kadett A
Opel Kadett А появился в продаже 2 октября 1962 года, спустя 22 года после того, как предыдущая модель Kadett I была снята с производства в мае 1940 года. Как и довоенный Kadett, новый автомобиль (названный Kadett А) был небольшим семейным автомобилем, однако отныне он был доступен как двухдверный седан и универсал.

### Разработка
После войны корпорация General Motors, которая снова стала владельцем Opel, решила разработать новый малолитражный автомобиль, перспективным рынком сбыта которого должна была стать Западная Европа.

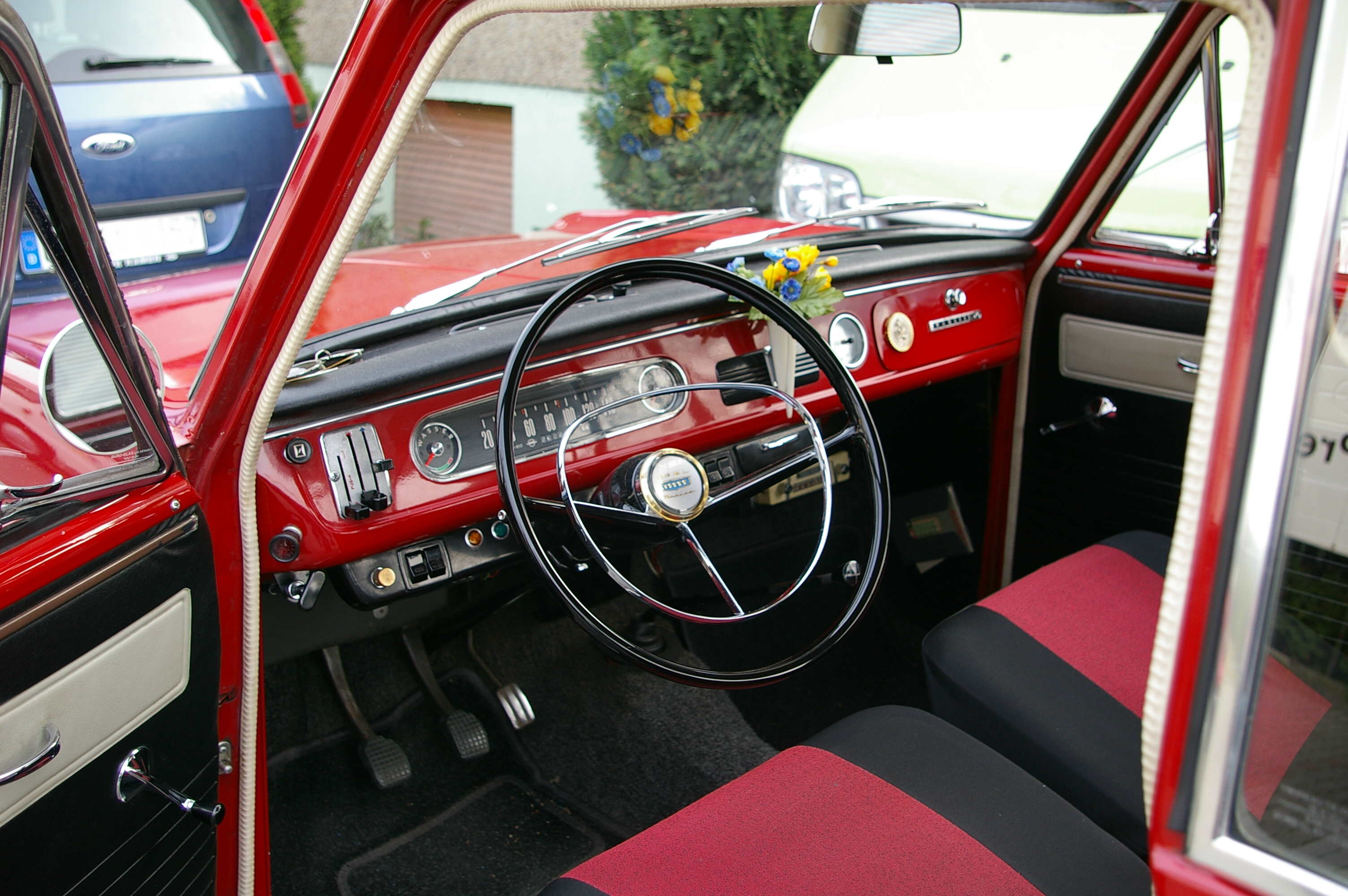
Салон

Руководил проектом директор Opel Карл Штиф, участие принимали Ханс Мерсхаймер (кузовные работы) и Вернер К. Штробель (двигатель и ходовая часть), в условиях строжайшей секретности. Основой для дизайна послужила новейшая по тем временам модель американского рынка Chevrolet Chevy II, хотя в оформлении задней части автомобиля ещё чувствовалось влияние более ранних образцов американского автомобильного дизайна.
Это объяснялось тем, что GM пыталась скрыть новую технологию совместного использования платформы и дизайна между Opel и его британской дочерней компанией Vauxhall.
В 1962 году на новом заводе Opel в городе Бохум, построенном к 100-летию компании, началось производство нового Opel Kadett A. Машина унаследовала название своего довоенного предшественника, однако конструктивно ничего общего с ним не имела.

### Версии
В дополнение к стандартному трёхдверному седану, с марта 1963 года производитель предлагал Kadett в версии L (модель класса люкс) и трёхдверный универсал под названием Opel Kadett Car-A-Van. В октябре 1963 года Opel представил купе-версию Kadett, в которой для задних пассажиров было увеличено пространство на заднем ряде сидений.

### Технические характеристики
На автомобиль устанавливался новый 1.0 литровый двигатель (40 л. с.; 29 кВт при 5000 об/мин), а в октябре 1963 года на основе этого двигателя появился модернизированный (48 л. с.; 35 кВт при 5400 об/мин). Эти двигатели с водяным охлаждением обеспечивали эффективное отопление салона.
Характерной технической особенностью была передняя подвеска на поперечной рессоре, служившей упругим элементом (направляющий аппарат составляли вполне обычные четыре поперечных рычага). Изначально автомобиль выпускался в кузове «двухдверный седан», а в 1963 году наладили и выпуск универсала, названного Car-A-Van. В 1964 году начали изготавливать купе.
Крутящий момент передавался на задние колёса через однодисковое сцепление и 4-х ступенчатую коробку передач, управляемую с помощью напольного рычага переключения. На всех колёсах стояли барабанные тормоза, рабочая тормозная система гидравлическая, одноконтурная.

### Продажи и производство
Kadett A, помимо Западной Германии, активно продавался в странах Бенилюкс, Скандинавии, Австрии, Швейцарии, а также в других странах Западной Европы. В период с февраля 1964 года по осень 1965 года Opel Kadett A также экспортировались в Соединённые Штаты, где они были реализованы через 500 дилерских центров Buick.
В общей сложности на новом заводе в Бохуме было построено 649.512 штук модели Kadett A, пока в июле 1965 года Kadett A не был заменён на более новую модель Kadett В. Среди этого числа были Standard-Limousine (342.764 шт.), Standard-Limousine с люком в крыше (11.422 шт.), Coupé (53.468 шт.), Lux-Limousine (70.238 шт.), Luxus-Limousine с люком в крыше (45.004 шт.) и Caravan (126.616 шт.). Цена Opel Kadett A в 1962 году составляла от 5.075 до 5.775 немецких марок.

## Opel Kadett B
Opel Kadett B был представлен компанией Opel на Франкфуртском автосалоне в конце лета 1965 года. Новинка представляла собой глубокую модернизацию Kadett А. Kadett B стал шире, тяжелее и с большей колёсной базой. Высота Kadett B была на 10 мм ниже предшественника.
Kadett B представлял собой глубокую модернизацию предыдущего поколения, сохранившую все основные технические решения, но получившую обновлённый кузов.
Всего в период с 1965 по 1973 год Opel выпустил 2 691 300 автомобилей Kadett B, который пользовался хорошим спросом на немецком рынке и успешно конкурировал с Volkswagen Beetle. Однако к началу 1970-х годов у Kadett B появились такие конкуренты, как Ford Escort и Volkswagen Golf, поэтому к 1973 году его заменил Opel Kadett C.

### Версии
Базовый автомобиль был известен просто как Opel Kadett, более дорогой версией считался Opel Kadett L с улучшенной отделкой салона и большим количеством хрома снаружи, а также с надписями на бамперах.
В 1967 по 1970 год Kadett выпускался также в кузове фастбэк, который продавался под названием Kadett LS.

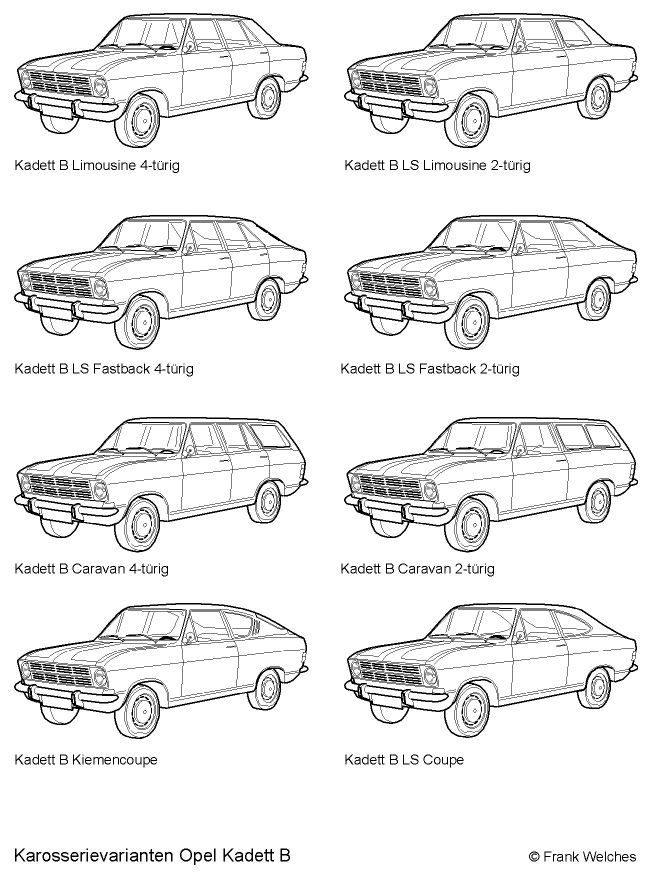
Модельный ряд Kadett B

Трёхдверный универсал Caravan Kombi производился с момента выпуска в 1965 году, пятидверный универсал встал на конвейер в 1967 году.
Версия Rallye Kadett предлагалась только в кузове купе, имея 2 карбюратора на двигателе 1,1 литра (между 1965 и 1971 годами) или двигателем 1,9 литра (между 1967 и 1973 годами). Rallye Kadett оснащался двумя галогеновыми фарами дальнего света и чёрной передней панелью, а также чёрным салоном из синтетической кожи.
Самой дорогой и роскошной версией была Kadett Festival 1973 года, в кузове седан или купе. На Festival устанавливался двигатель 1,2  (60 л. с.) и возможность установки 3-ступенчатой АКПП 3L30 (TH180) производства General Motors (собиралась в Страсбурге, Франция).
Также выпускалась версия с улучшенным оформлением, возродившая имя Olympia — Opel Olympia E, правда, её производство свернули в 1970 году. Автомобиль получил расточенные версии двигателя предыдущего поколения объёмом от 1,1 до 1,9 л. и мощностью от 45 до 106 л. с. Этот Кадетт пробовали продавать в США через дилерскую сеть Buick (под обозначением просто «Opel»), однако по американским меркам автомобиль оказался слишком маленьким и незамысловатым, что вызвало разгромную критику в его адрес.
Всего было выпущено 2,649,501 Kadett B и 80,637 Olympia.
Цена Opel Kadett B (1967): от 5.480 до 7.385 DM. Цена Opel Olympia (1967): от 6.835 до 7.215 DM. Цена Opel Kadett B (1973): от 6.910 до 10.268 DM.

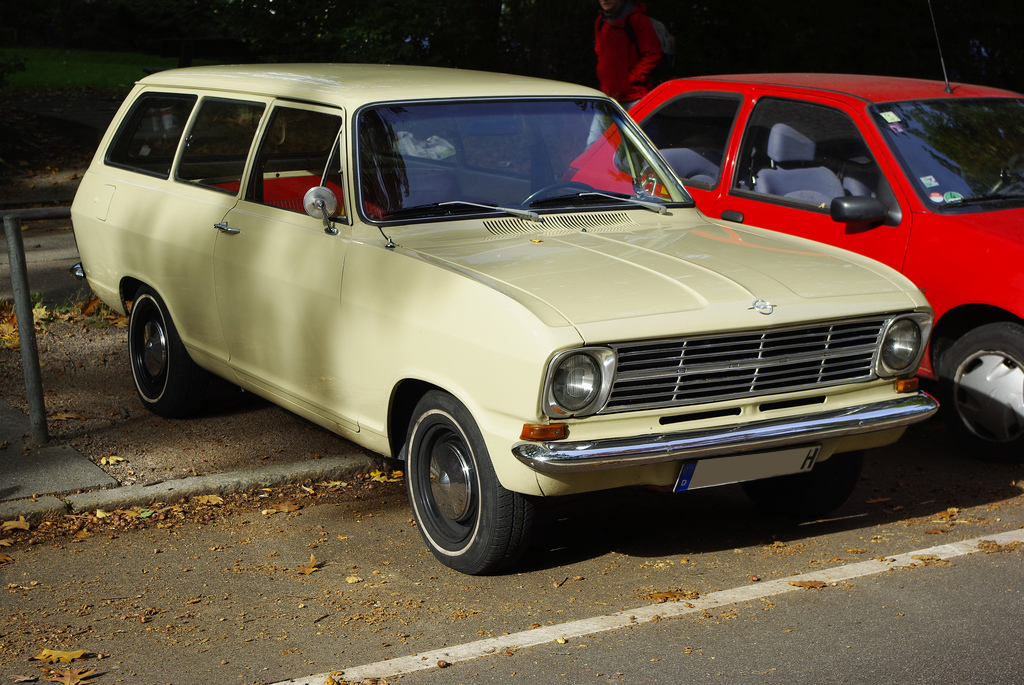
Трёхдверный универсал
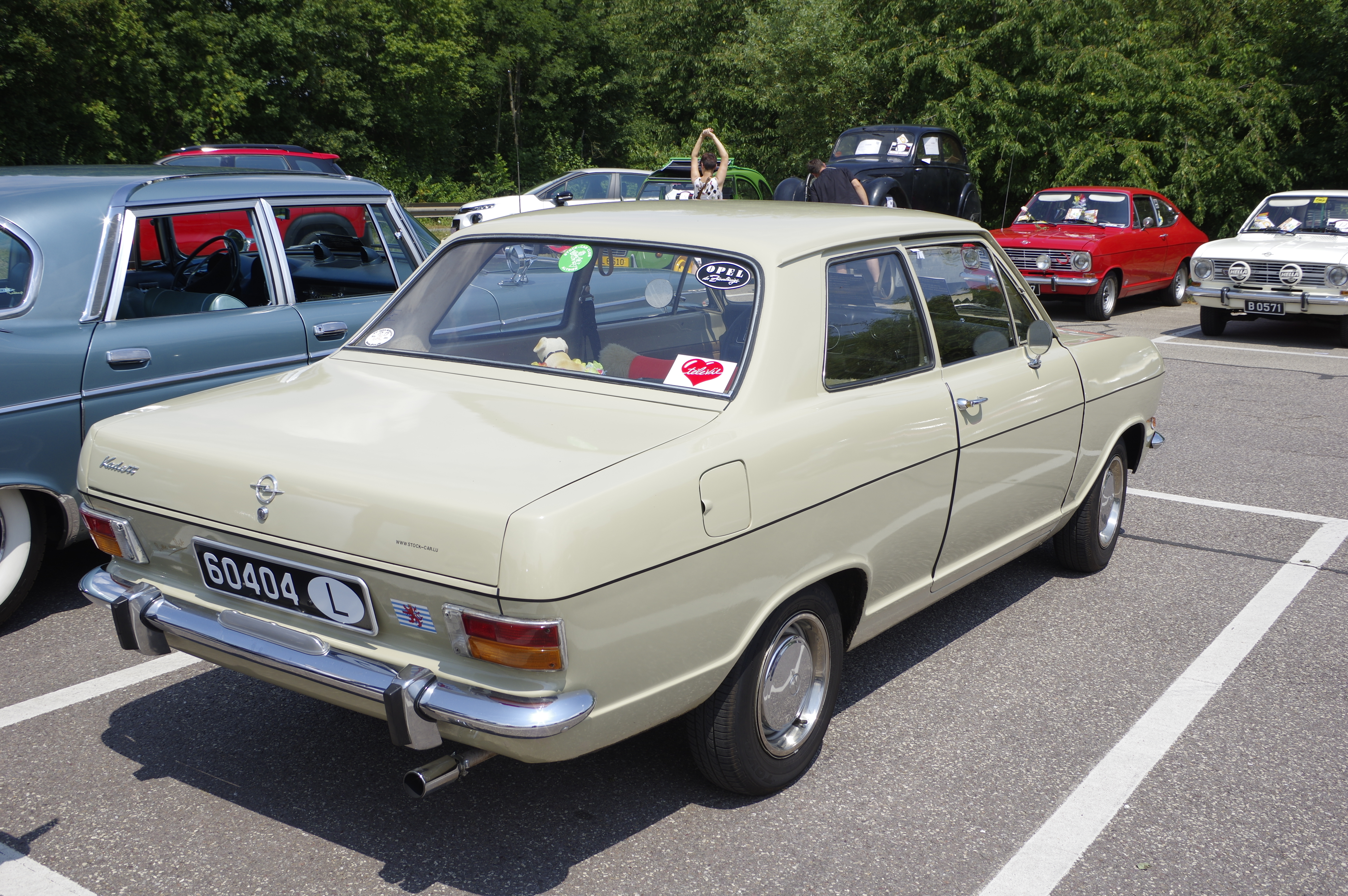
Двухдверный седан
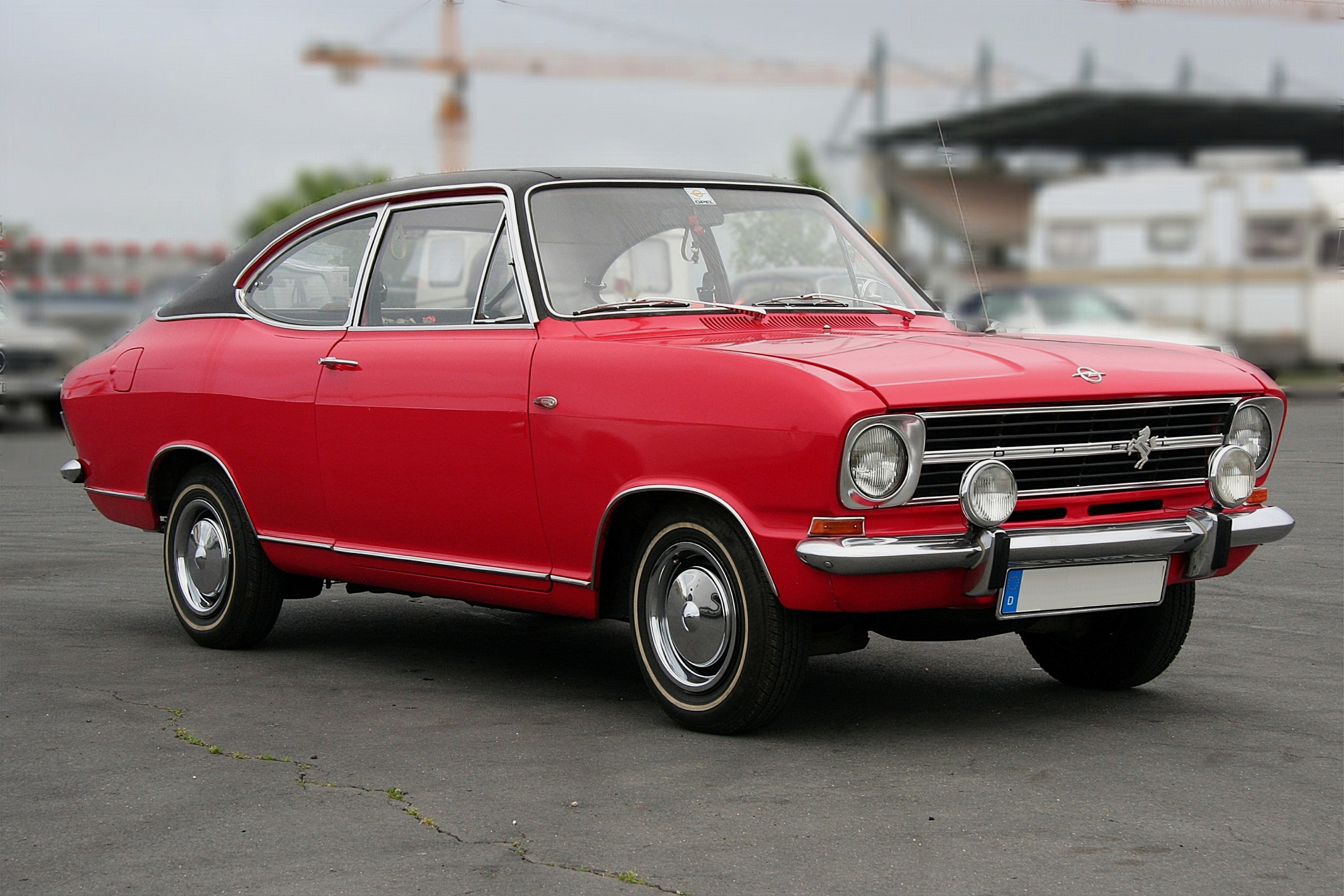
Opel Kadett B Купе
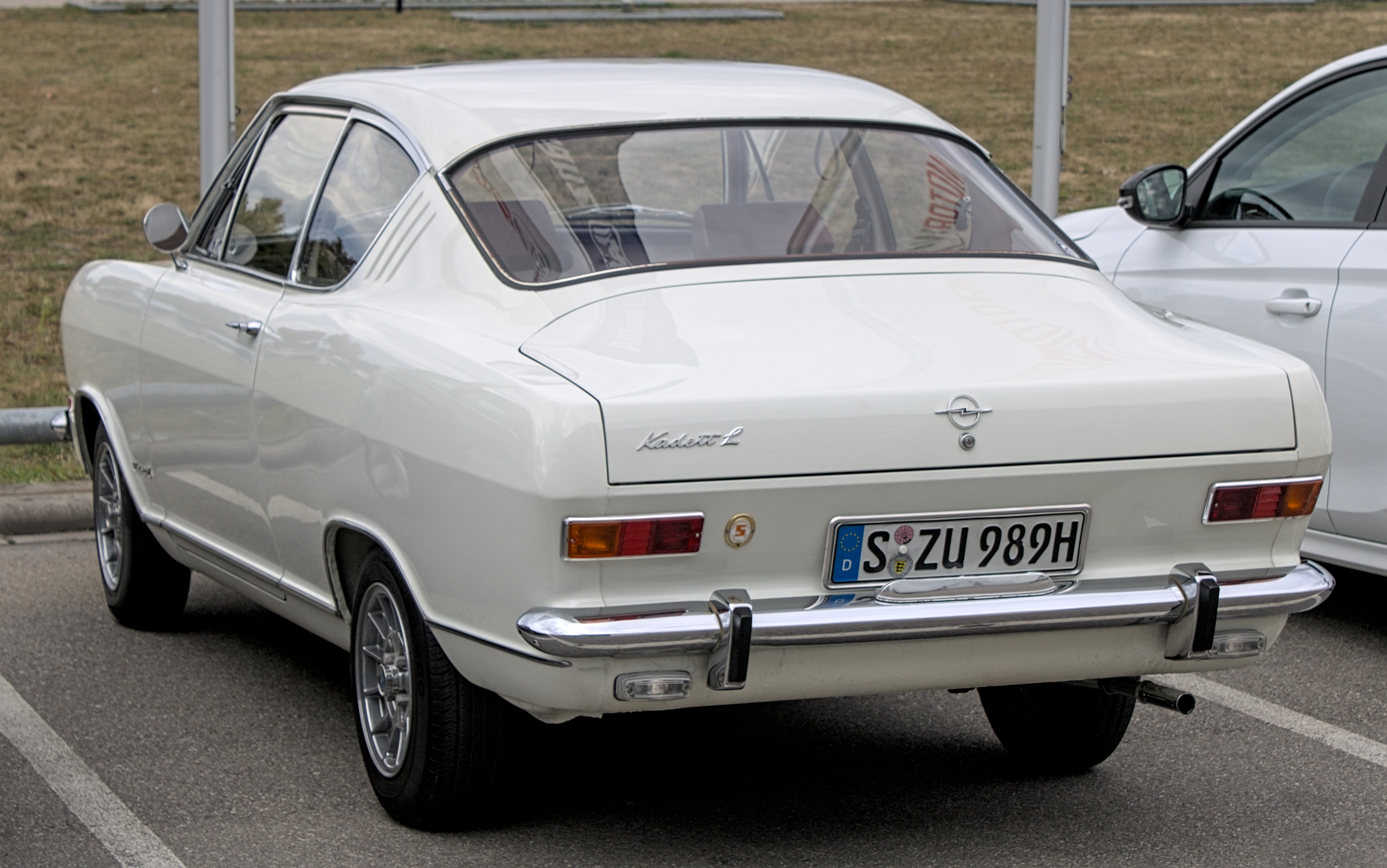
Opel Kadett B Kiemencoupe
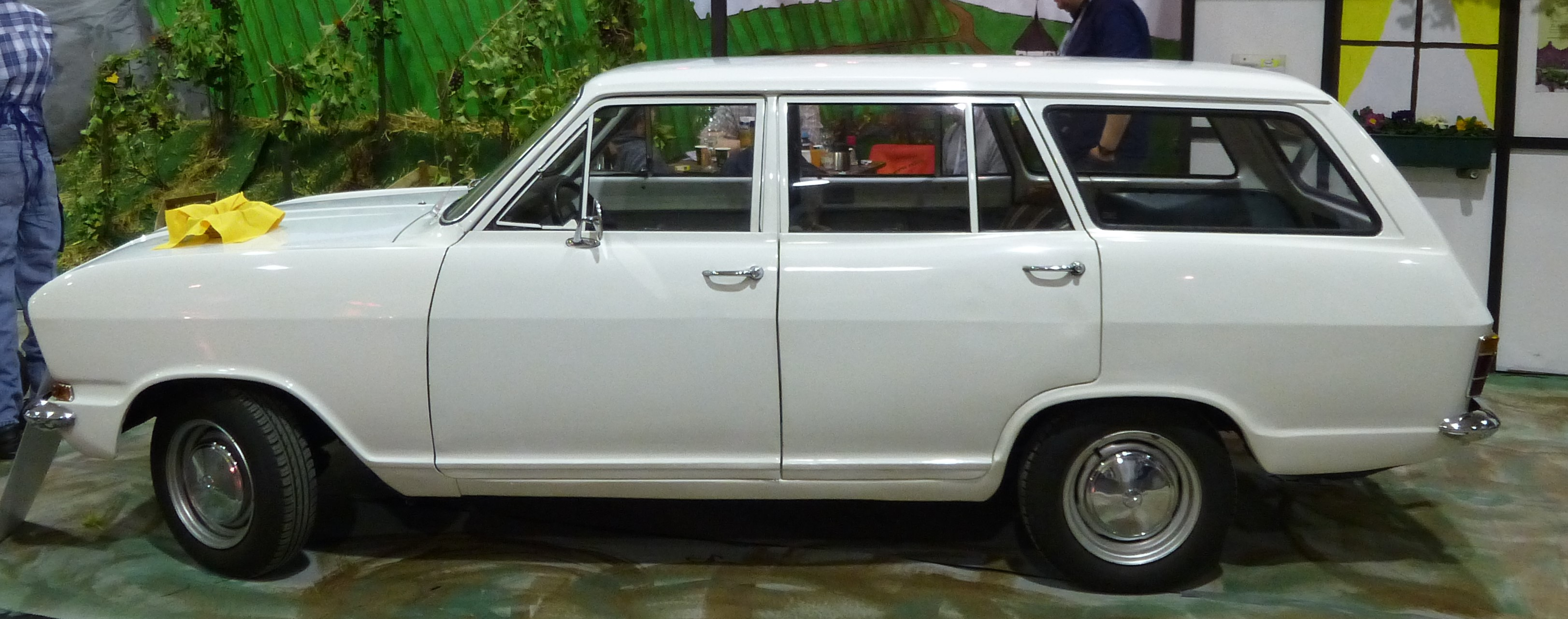
5-дверный универсал

### Характеристики
До сентября 1967 года на все модели Kadett B устанавливались четырёхцилиндровые двигатели с водяным охлаждением и карбюратором Solex 35 PDSI, впервые появившиеся на Kadett A в 1962 года. Как и у предыдущего поколения, существовало 2 вида двигателей: мощность базового двигателя составляла 45 л. с. (33 кВт при 5000 об/мин), в то время как двигатель с повышенной степенью сжатия (именовавшийся как 1100 С), выдавал 55 л. с. (40 кВт при 5400 об/мин).
В сентябре 1967 года появилась более мощная (1100 SR) версия двигателя объёмом 1078 см3, оснащенная двумя карбюраторами Solex 35 PDSI и выдававшая максимальную мощность 60 л. с. (44 кВт при 5200 об/мин).
Kadett B был первым Opel Kadett, на который начали серийно устанавливать дисковые тормоза на передние колёса. Дисковые тормоза спереди входили в стандартную комплектацию всех, кроме самых бюджетных версий, имевших только барабанные тормоза. Тормозная система была гидравлическая. С февраля 1967 года гидравлический тормозной привод был заменён двухконтурной тормозной системой с вакуумным усилителем тормозов.

## Opel Kadett C
В 1970 году инженеры компаний Opel и GM занялись разработкой автомобиля, который мог собираться в любой точке мира на любом автомобильном заводе. Изначально этот проект носил название «Project 1865», однако в ходе дальнейших работ была разработана платформа GM T-platform. Дизайн отличался от предыдущего поколения большей визуальной «спортивностью».
Kadett C начал выпускаться в августе 1973 года. Это был последний малолитражный Opel с задним приводом, производство на заводе Opel в Бохуме продолжалось до июля 1979 года. Было произведено 1 701 076 автомобилей Kadett C. Больше половины (52 %) произведённых в Бохуме Opel Kadett C экспортировались за пределы Западной Германии.
В Европе Opel Kadett C стал серьёзным конкурентом для Volkswagen Golf в классе небольших хетчбэков.
Несмотря на завершение производства в Западной Германии, Kadett C продолжал производиться под другими торговыми марками GM вплоть до начала 1990-х годов.

### Версии
Как и предыдущее поколение, Kadett C выпускался не только в кузове четырёхдверный седан, но и в двухдверном кузове, именовавшемся Limousine. Помимо этого, выпускался двухдверный хетчбэк под названием Kadett City. 

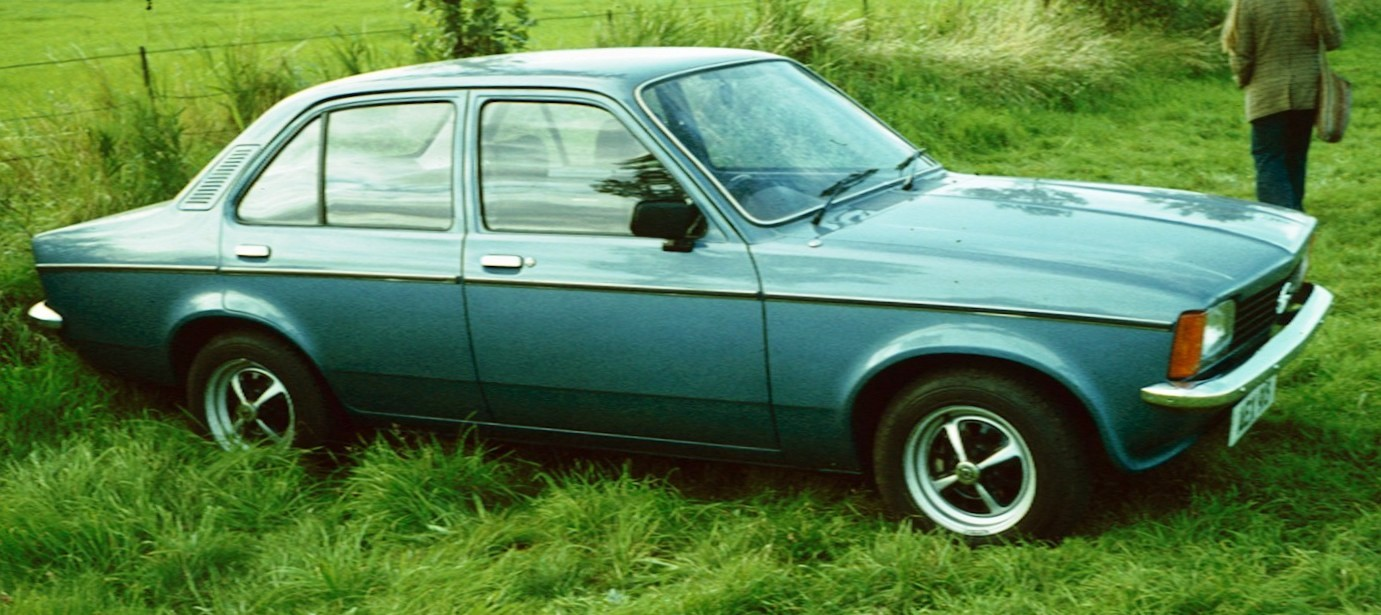
Четырёхдверный седан

В сентябре 1977 года на Франкфуртском автосалоне Kadett Rallye в кузове купе. Для Rallye предлагался с выбором между карбюраторным двигателем «1.6 S» и инжекторным двигателем «2.0 E»,  который также доступен в более мощной версии более крупного Opel Rekord E. Мощность составляет 75 и 110 л. с. (55 и 81 кВт) соответственно. Задняя подвеска была усовершенствована за счёт телескопических амортизаторов.
В 1976—1978 годах фирмой Baur (Штутгарт) выпускался Kadett Aero в кузове Targa, у которого снималась крыша над передними сиденьями и складывалась мягкая задняя стенка с окном. 

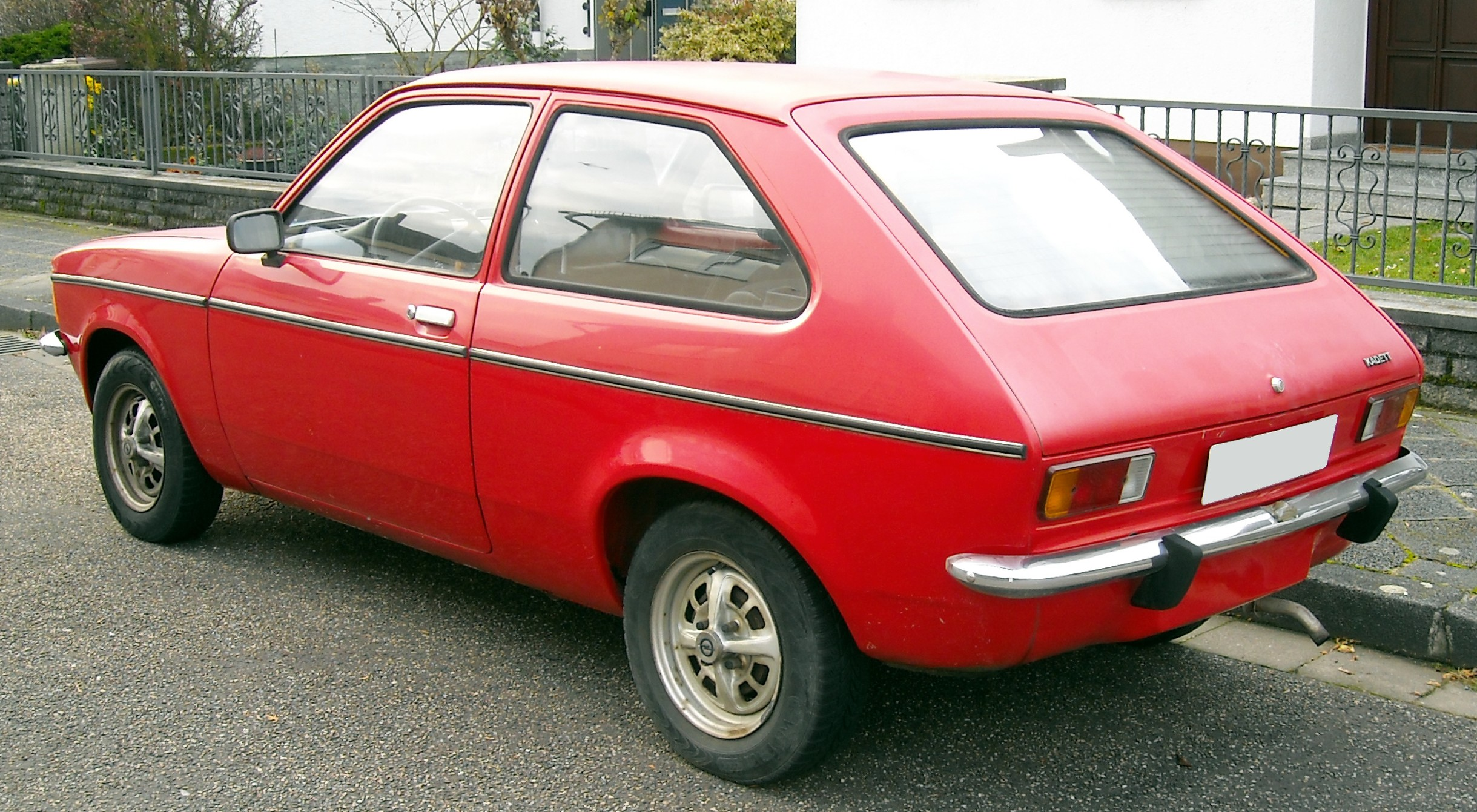
Opel Kadett C City

В 1977-м Kadett C пережил небольшое обновление: появилась новая решётка радиатора, поворотники стали интегрированными с фарами, сами фары стали квадратными. На бамперах появились резиновые молдинги, а на боковинах — хромированный молдинг.

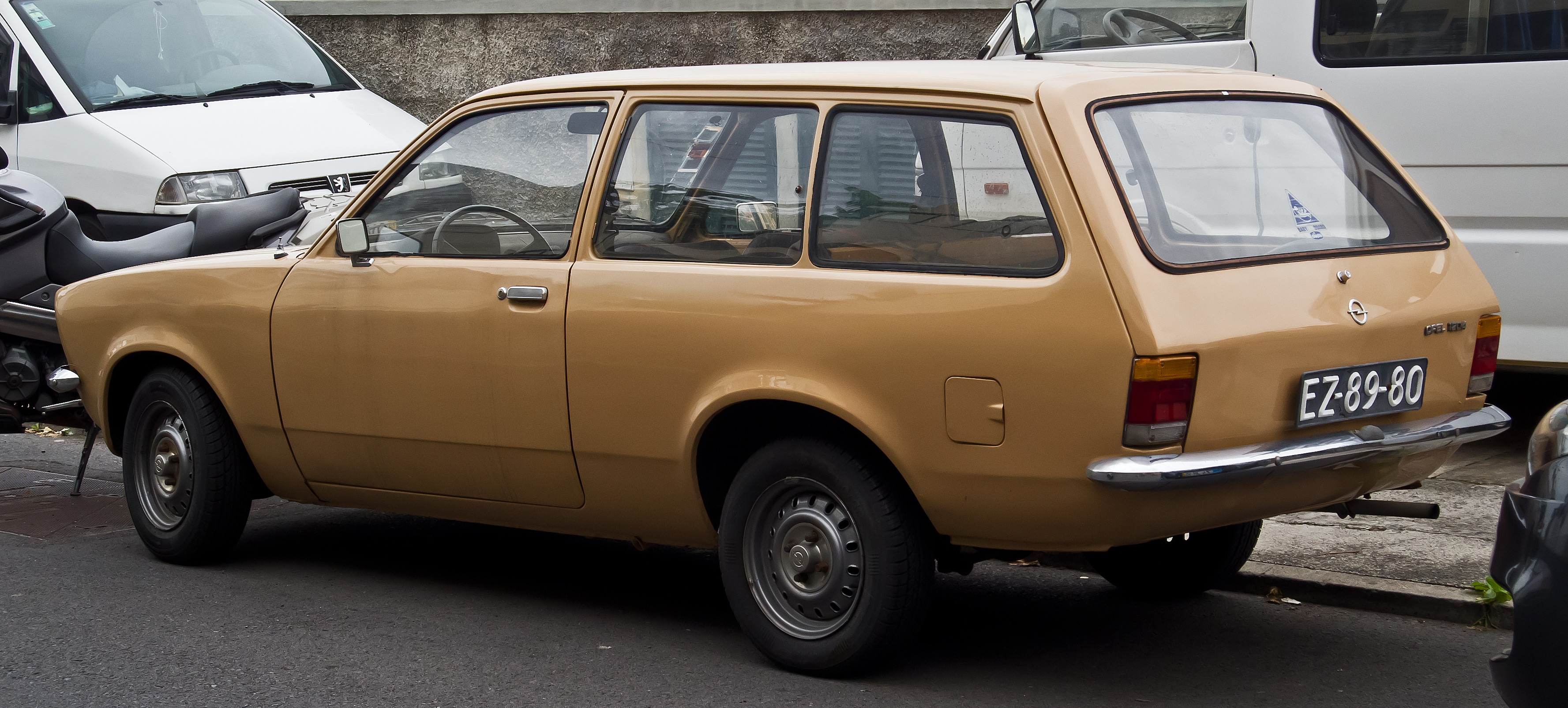
Универсал Opel Kadett Caravan (1973-1977)

### Характеристики
Двигатели имели объём 1.0, 1.2, 1.9 и 2.0 литра.  До 1975 года на автомобиль ставились исключительно нижневальные двигатели объёмом в 1,0 и 1,2 л. В 1975 году появилась версия GT/E с 1,9-литровым (105 л.с.) двигателем семейства CIH (Cam-In-Head).
Вакуумный усилитель тормозов и передние дисковые тормоза для машин с двигателями 1,0 и 1,2 литровыми моторами до 1977 года устанавливались только за дополнительную плату. В том же 1977 году на Kadett C стали устанавливать 2,0-литровый двигатель (110 л.с.) с электронным впрыском топлива Bosch L-Jetronic.
В базовой версии Opel Kadett C не имел множества дополнительных опций — их можно было приобрести отдельно. Однако, существовали более роскошные версии, которые имели такие функции, как электрорегулировка зеркал заднего вида, регулируемые по высоте передние сиденья, часы и прикуриватель. Существовала также спортивная версия SR.
В стандартной комплектации автомобиль оснащался четырёхступенчатой синхронизированной на передачах переднего хода механической коробкой передач, переключение передач осуществлялось с помощью напольного рычага переключения.
Пятиступенчатая механическая коробка передач устанавливалась как дополнение к версиям GT/E, появившихся в 1975 году, и стала стандартной в паре с двигателем 2.0 Kadett GT/E в 1977 году. На автомобилях с двигателем 1,2  и 1,6 литра существовала возможность установки трёхступенчатой автоматической коробки передач «GM Strasbourg».
Для установки на Kadett C были доступны разные модели радиоприёмников: Sebring, Sebring super, Le Mans и Mans super.

### На мировом рынке
Kadett C был достаточно распространён во всем мире. Автомобили на платформе GM T-body RWD выпускались в ряде стран:
- в Германии как Opel Kadett (1973—1979);
- в Японии как Isuzu Gemini (1974—1987). В США Kadett C, выпущенные в Японии, продавались под брендом Buick Opel[7];
- в Корее как Daewoo Maepsy (1977—1986);
- в Австралии как Holden Gemini (1975—1984);
- в Великобритании как Vauxhall Chevette (1975—1984);
- в Бразилии как Chevrolet Chevette (1975—1986).

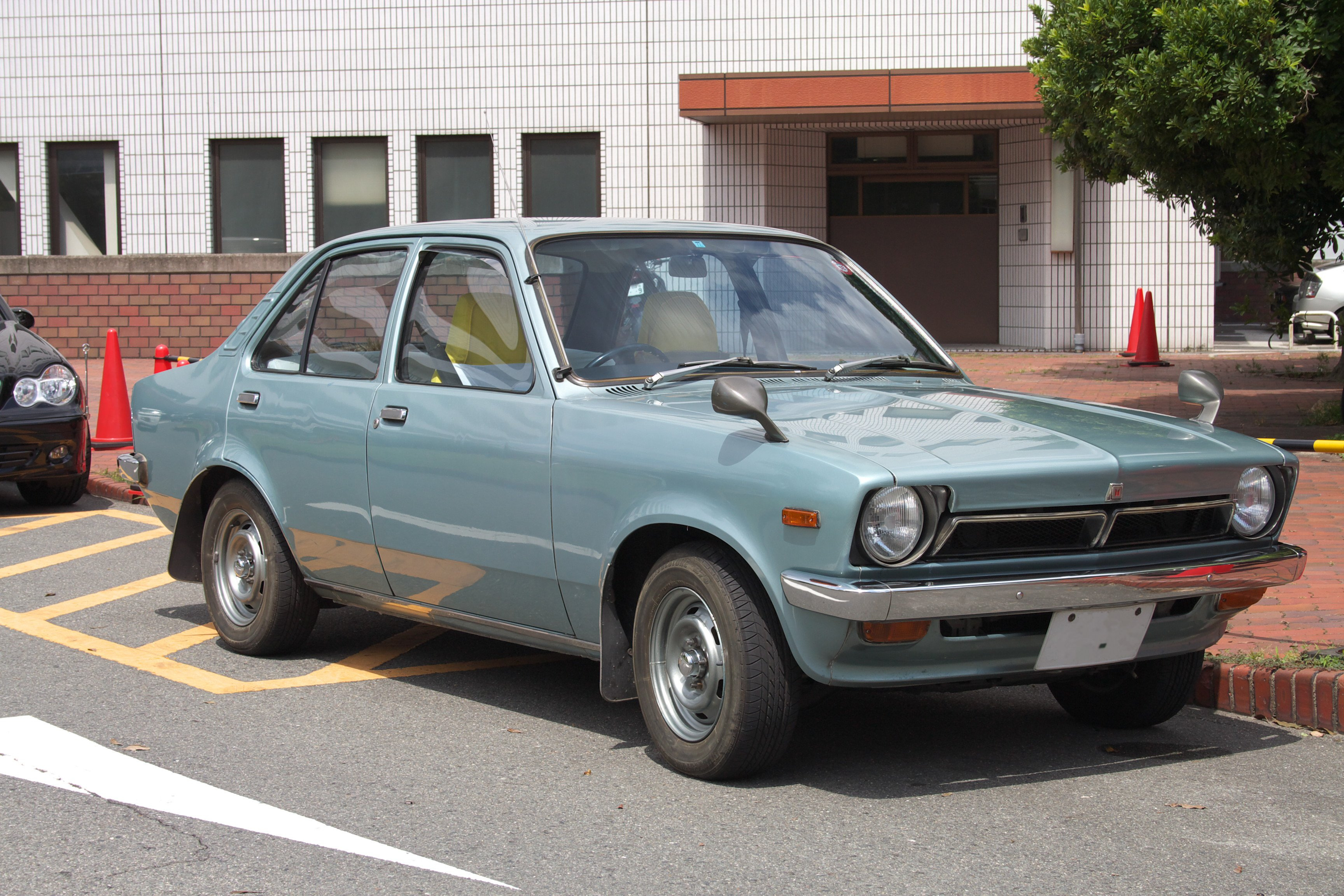
Isuzu Gemini (Buick Opel)
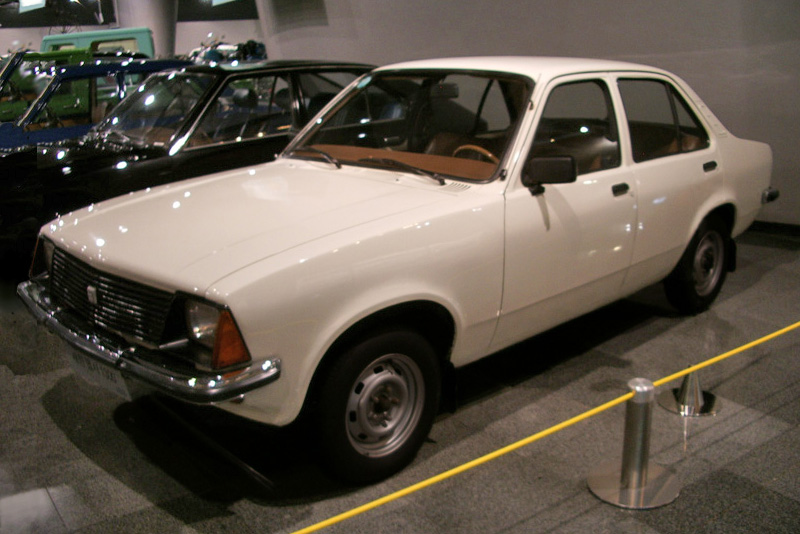
Daewoo Maepsy
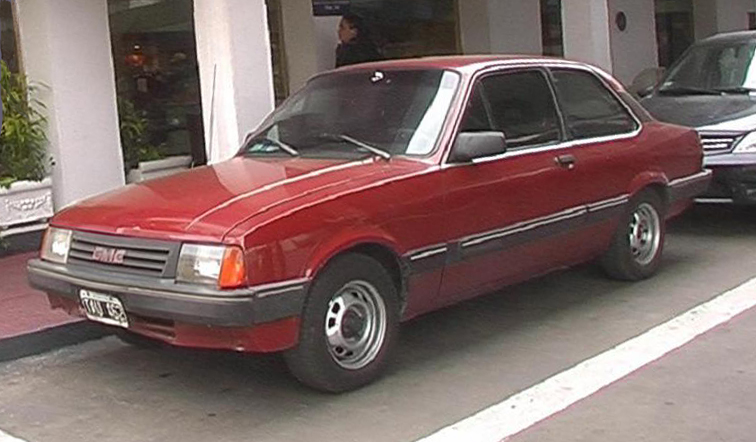
GMC Chevette
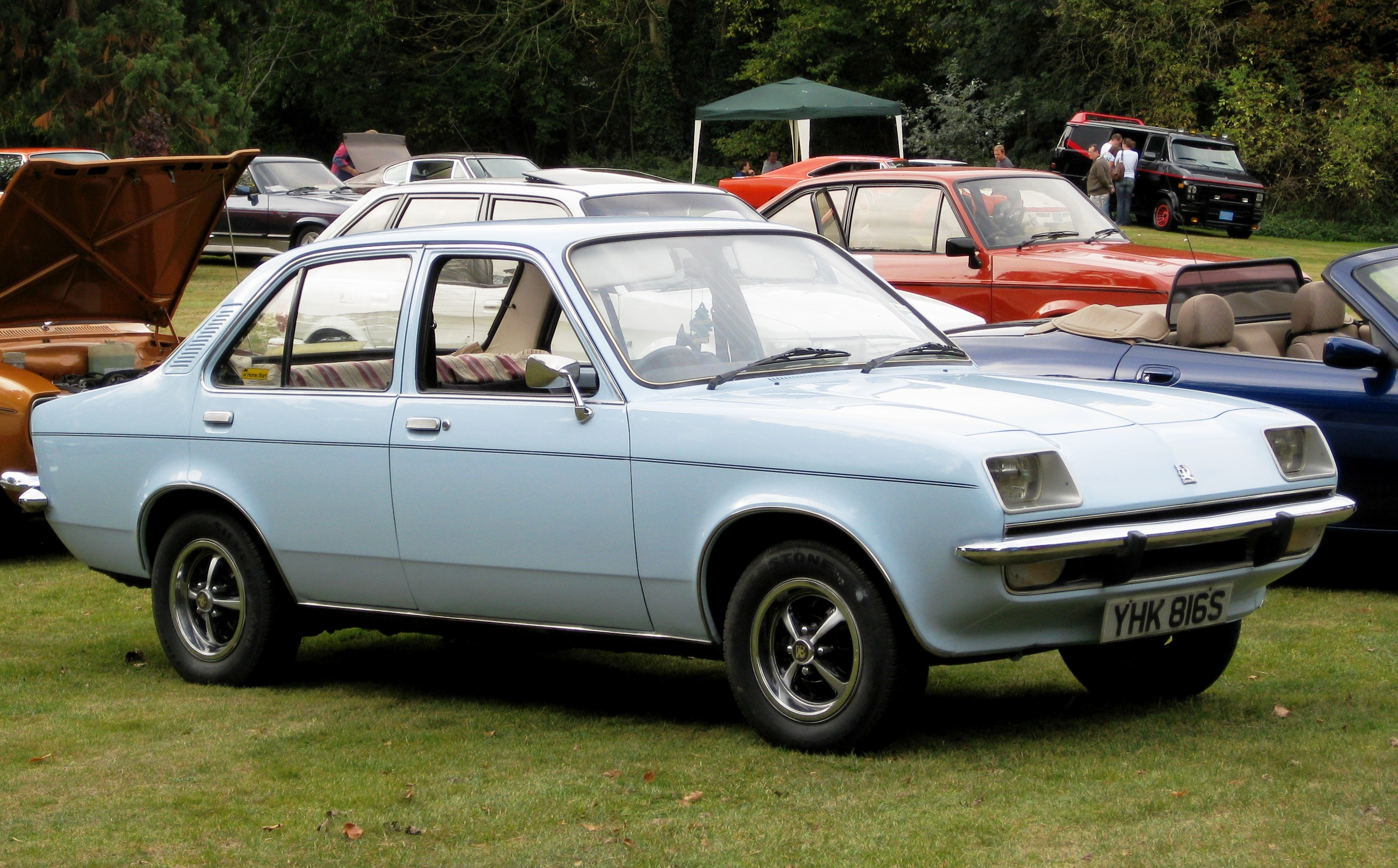
Vauxhall Chevette
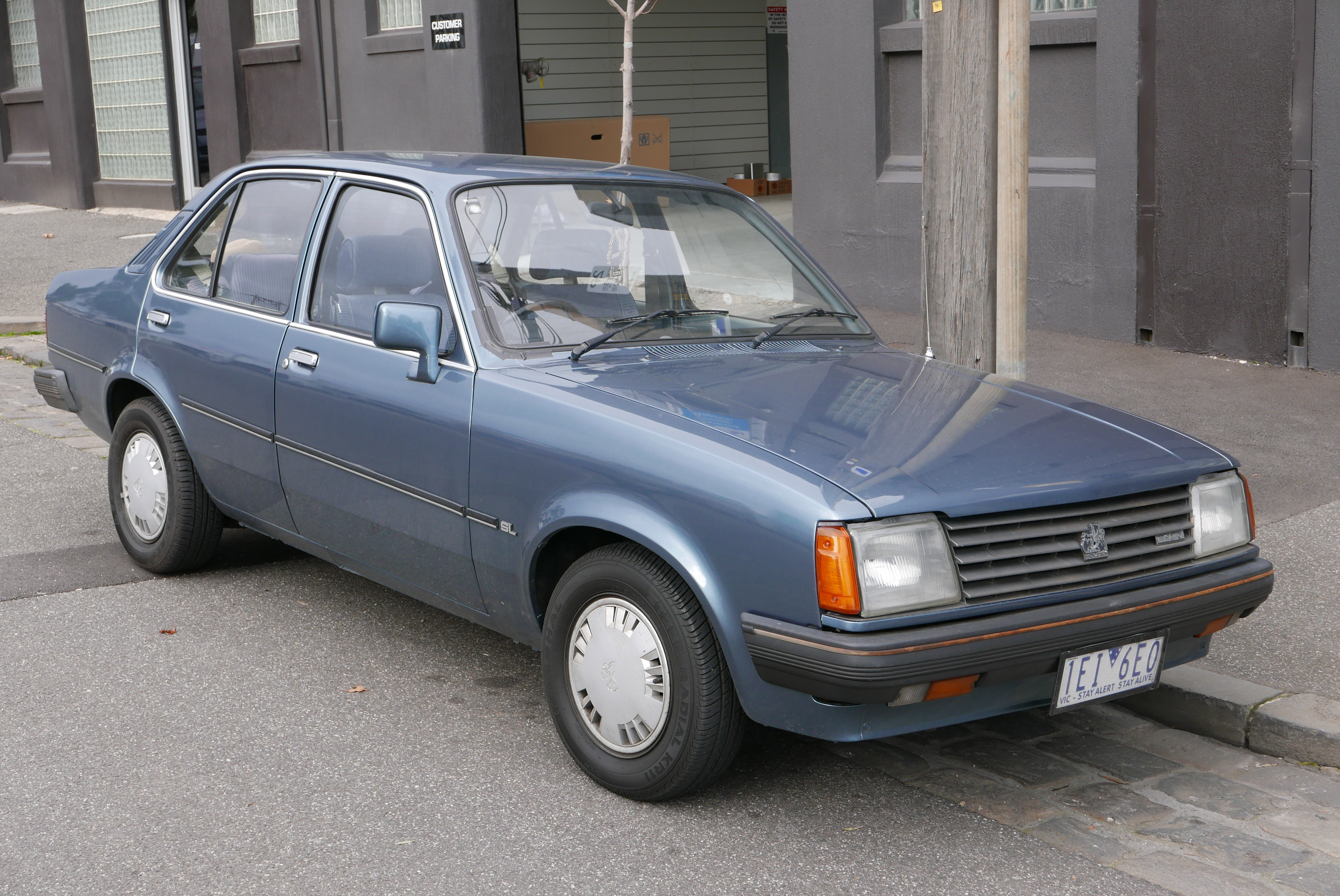
Holden Gemini

Всего с 1973 по 1979 было выпущено 1,701,075 штук Opel Kadett C, в том числе:
- Kadett 1,0 Liter — 254,723 шт;
- City — 263,090 шт;
- Aero — 1,242 шт;
- Rallye — 19,174 шт;
- GT/E 1,9 Liter — 8,660 шт;
- GT/E 2,0 Liter — 8,549 шт.

Цена Opel Kadett C в 1973 году составляла от 7.125 до 8.425 немецких марок. Цена Opel Kadett C в 1979 году составляла от 9.695 до 17.470 марок.

## Opel Kadett D
Модель Kadett D была представлена в середине августа 1979 года, а продажи в Западной Германии начались в начале сентября 1979 года. В Великобритании Kadett D в кузове хетчбэк продавался как Vauxhall Astra (универсал как Bedford Astravan).
Автомобиль был доступен в кузов хетчбэк и имел передний привод (впервые в семействе Opel Kadett), передняя подвеска была типа MacPherson. Автомобили серии «D» были короче серии «С», но применение привода на передние колёса позволило конструкторам увеличить объём салона. В салоне появилась массивная центральная консоль, объединённая с панелью приборов.

### Двигатели и коробки передач
В новой модели появился новый двигатель объёмом 1297 см3 (60 л. с. и 75 л. с.) с верхним распредвалом, головкой блока цилиндров из алюминиевого сплава и гидрокомпенсаторы. Помимо двигателя была изменена конструкция коробки передач, которая позволяла заменять сцепление без снятия коробки. 

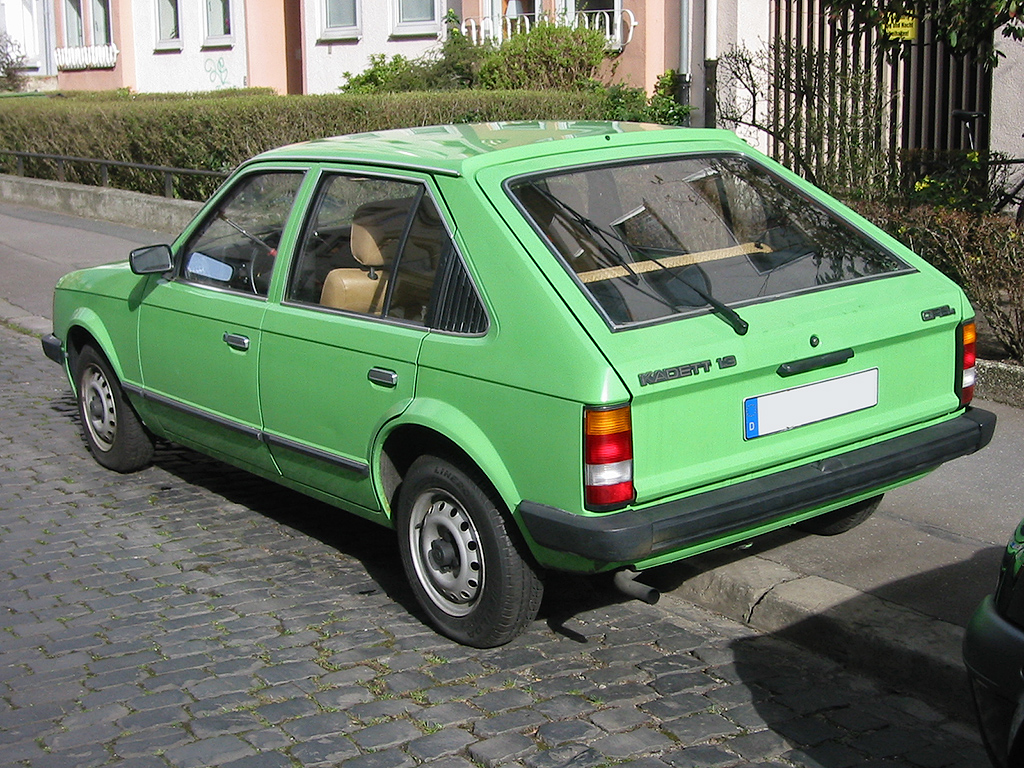
Пятидверный хетчбэк.

Старый нижневальный двигатель Opel объёмом 1196 см3 (55 л. с.; 40 кВт) от предыдущих поколений Kadett также предлагался на базовых моделях.

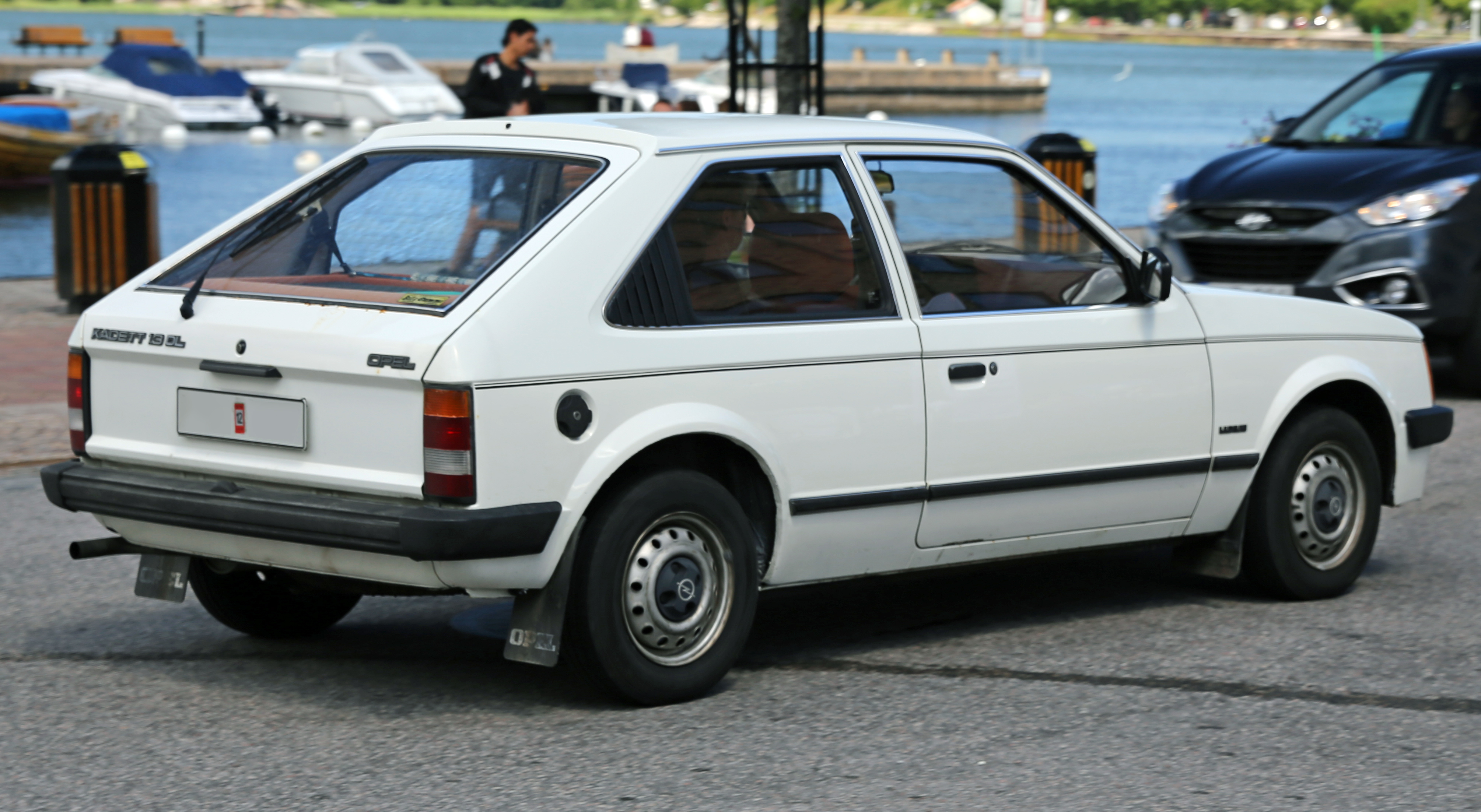
Трёхдверный хетчбэк.

На Франкфуртском автосалоне 1981 года был анонсирован новый двигатель объёмом 1600 см3, за которым последовала версия объёмом 1800 см3, представленная для модели Kadett GSE/Astra GTE. 

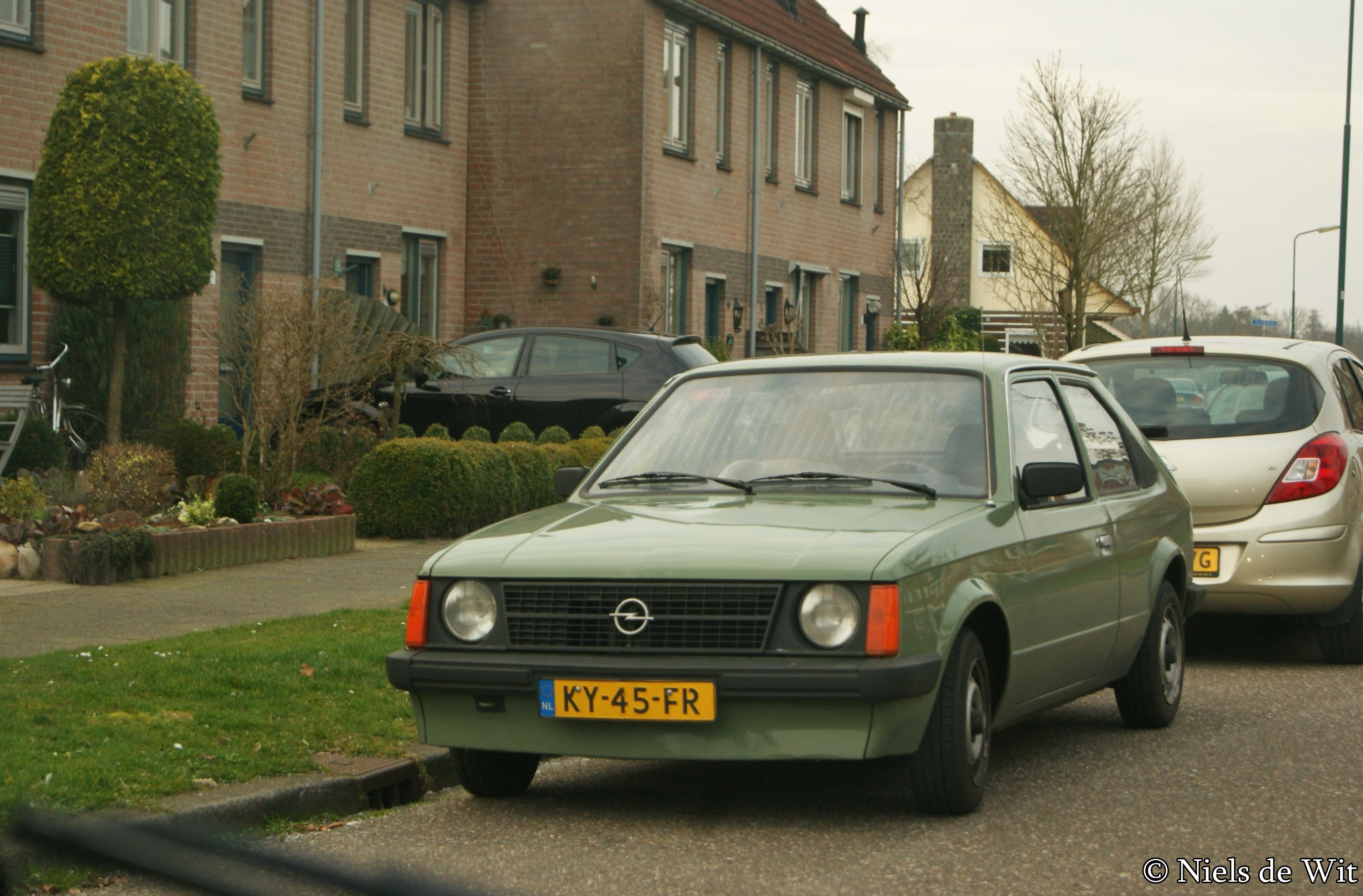
Базовая модель Kadett D в кузове хетчбэк с круглыми фарами и другой радиаторной решеткой.

Kadett D также мог быть оснащен дизельным двигателем объёмом 1600 см3, который был представлен на автосалоне в Брюсселе в 1982 году. Другой бюджетной моделью, продаваемой в основном для Италии, была модель объёмом 1,0 литра мощностью (50 л. с.; 37 кВт).
С мая 1981 года двигатель 1.3 также выпускался с трёхступенчатой АКПП. В паре с дизельными двигателями АКПП стала устанавливаться с сентябре 1982 года. 

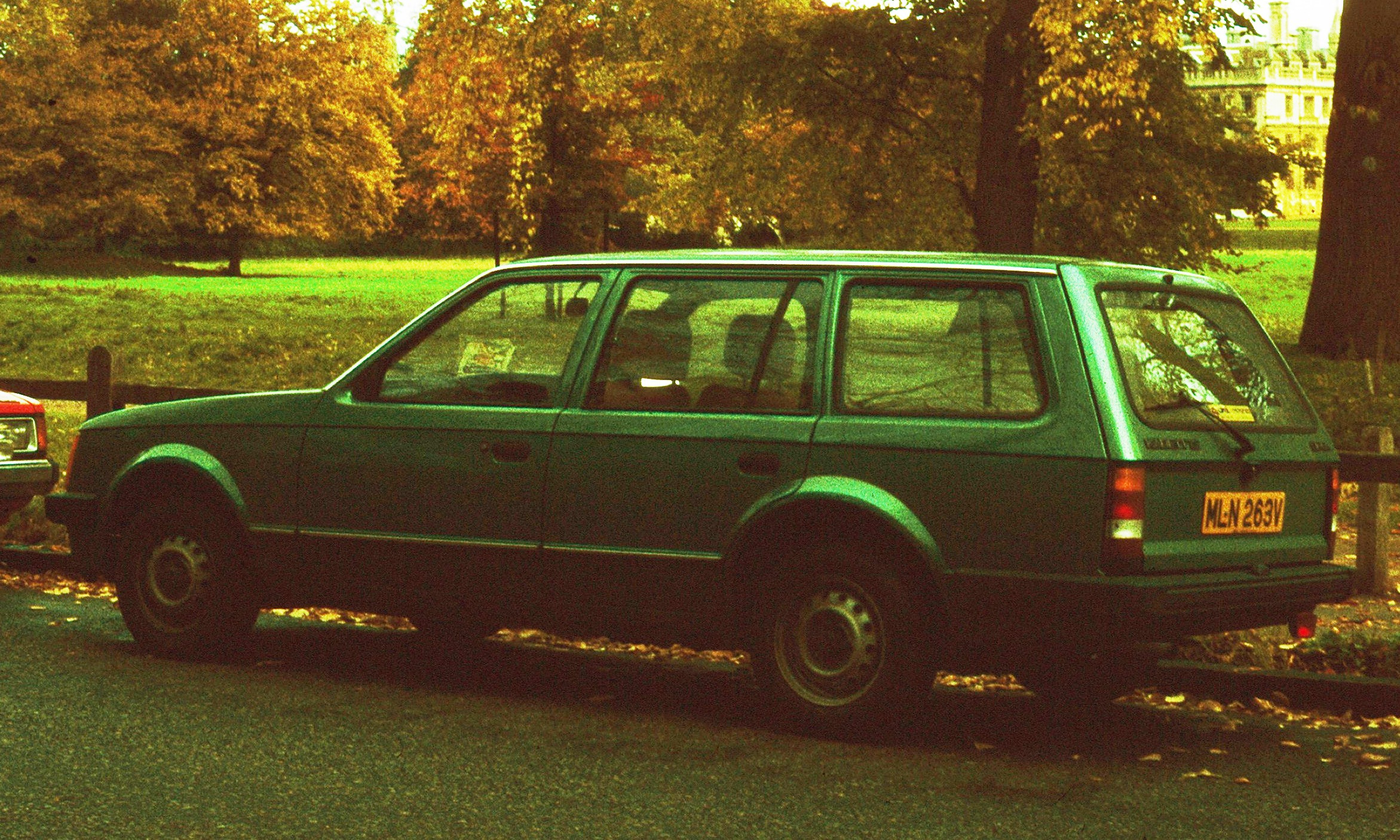
Пятидверный универсал.

### Версии
Kadett D выпускался в кузовах трёхдверный и пятидверный хетчбэк и трёхдверный и пятидверный универсал, который был на 209 мм длиннее хетчбэка.
Хетчбэк:
- Kadett (базовая комплектация);
- Kadett Luxus;
- Kadett Berlina;
- Kadett SR;
- Kadett GTE.

Универсал:
- Kadett Caravan;
- Kadett Caravan Luxus;
- Kadett Voyage;
- Kadett Voyage Berlina (только с пятидверным кузовом).

Специальные версии:
- Opel Kadett Pirsch (нем. охота) появился в сентябре 1981 года для германоязычных стран. Эта версия универсала предназначалась для бездорожья, она отличалась самоблокирующимся дифференциалом, усиленной подвеской, внедорожными шинами, увеличенным дорожным просветом, защитой картера и укороченными передними крыльями. В других странах Европы она называлась Opel Kadett Off Road[10];
- Opel Kadett Post (англ. почта) — почтовый фургон с высокой крышей с приподнятым лобовым стеклом и раздвижной правой дверью, а также с автоматической коробкой передач[11].

### Производство и продажи
Всего с 1979 по 1984 было выпущено 2 092 087 Opel Kadett D (включая Vauxhall Astra). В том числе: хетчбэков — 1 845 846, универсалов — 210 925, Фургонов — 35 316. Цена Opel Kadett D в 1979 составляла от 10 745 до 13 190 немецких марок. В Великобритании сборка модели продолжалась с 1981 по 1986 год. В Югославии Kadett D собирался на совместном предприятии IDA-Opel для местного рынка.
Помимо сборки в европейских странах, Opel Kadett D собирался для местного рынка в Джакарте (Индонезия) на заводе Garmak Motor вплоть до 1995 года. 

## Opel Kadett E
Модель Opel Kadett E пришла на смену Opel Kadett D. Обтекаемая форма кузова с округлыми линиями обеспечивала хороший продольный коэффициент аэродинамического сопротивления (Cx), равный 0,31.
Спереди на Kadett E устанавливались дисковые тормоза, а сзади — барабанные тормоза. Спортивные модификации GT и GSi (с мощностью свыше 100 л. с.) для более эффективного торможения оснащались также задними дисковыми тормозами.
Opel Kadett E выпускался в Европе с 1984 по 1991 г.г., версия «кабриолет» выпускалась с 1987 по 1993 год.
- 1984 год, сентябрь — начато производство трех- и пятидверных хетчбэков Opel Kadett Е.

В 1985 году Opel Kadett E удостоился титула «Европейский автомобиль года», набрав в голосовании 326 баллов (второе место с 261 баллом занял Renault 25).
Автомобиль выпускался в следующих кузовах; четырёхдверный седан; трех- и пятидверный универсал (так же известные как Opel Kadett Caravan); трех- и пятидверный хетчбэк; двухдверный кабриолет. На базе Kadett E также выпускался трёхдверный развозной фургон с приподнятой крышей, продававшийся в Европе как Opel Kadett Combo, а в Великобритании - Vauxhall Astramax. 

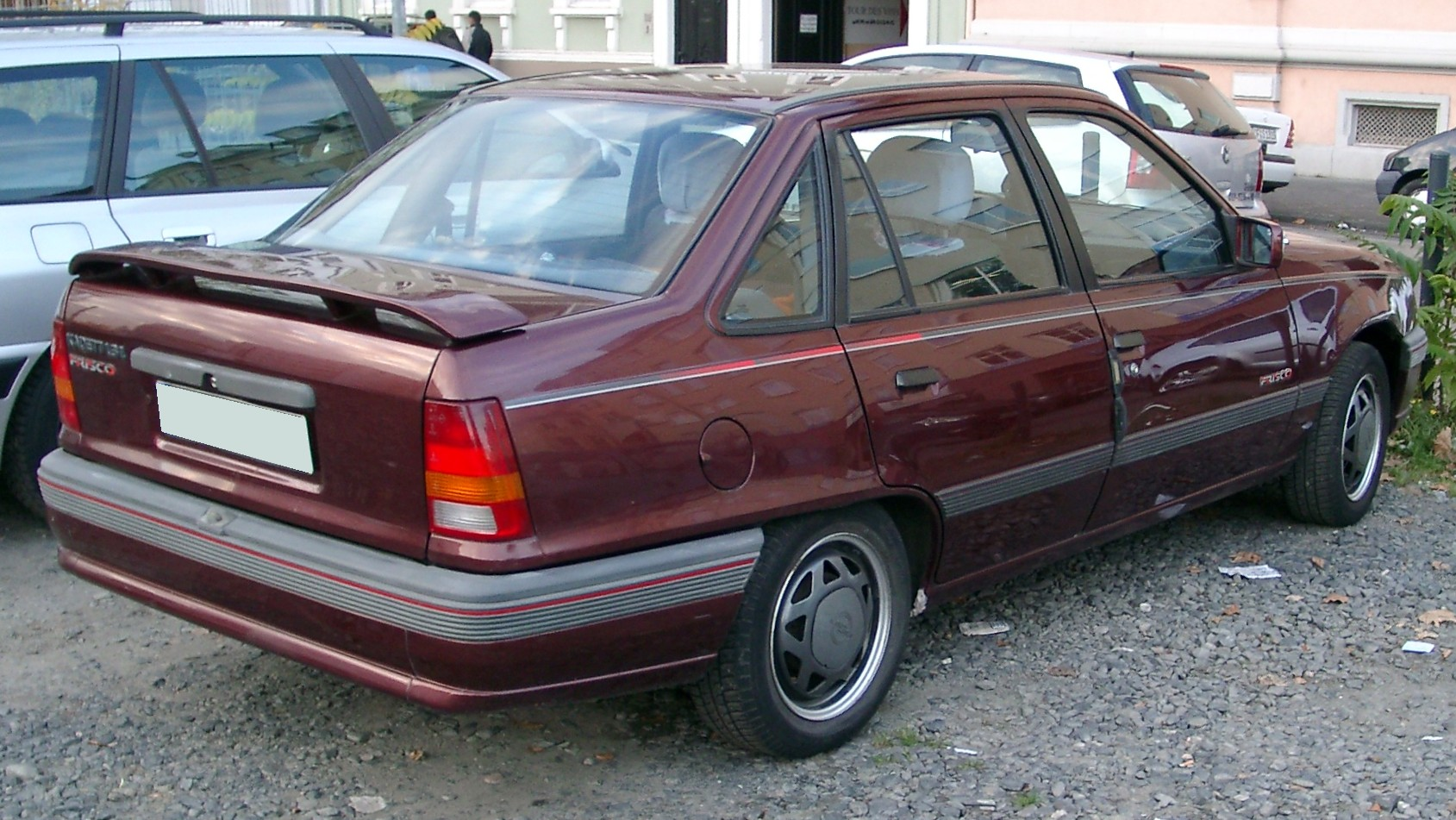
Седан Opel Kadett E (1989-1995)
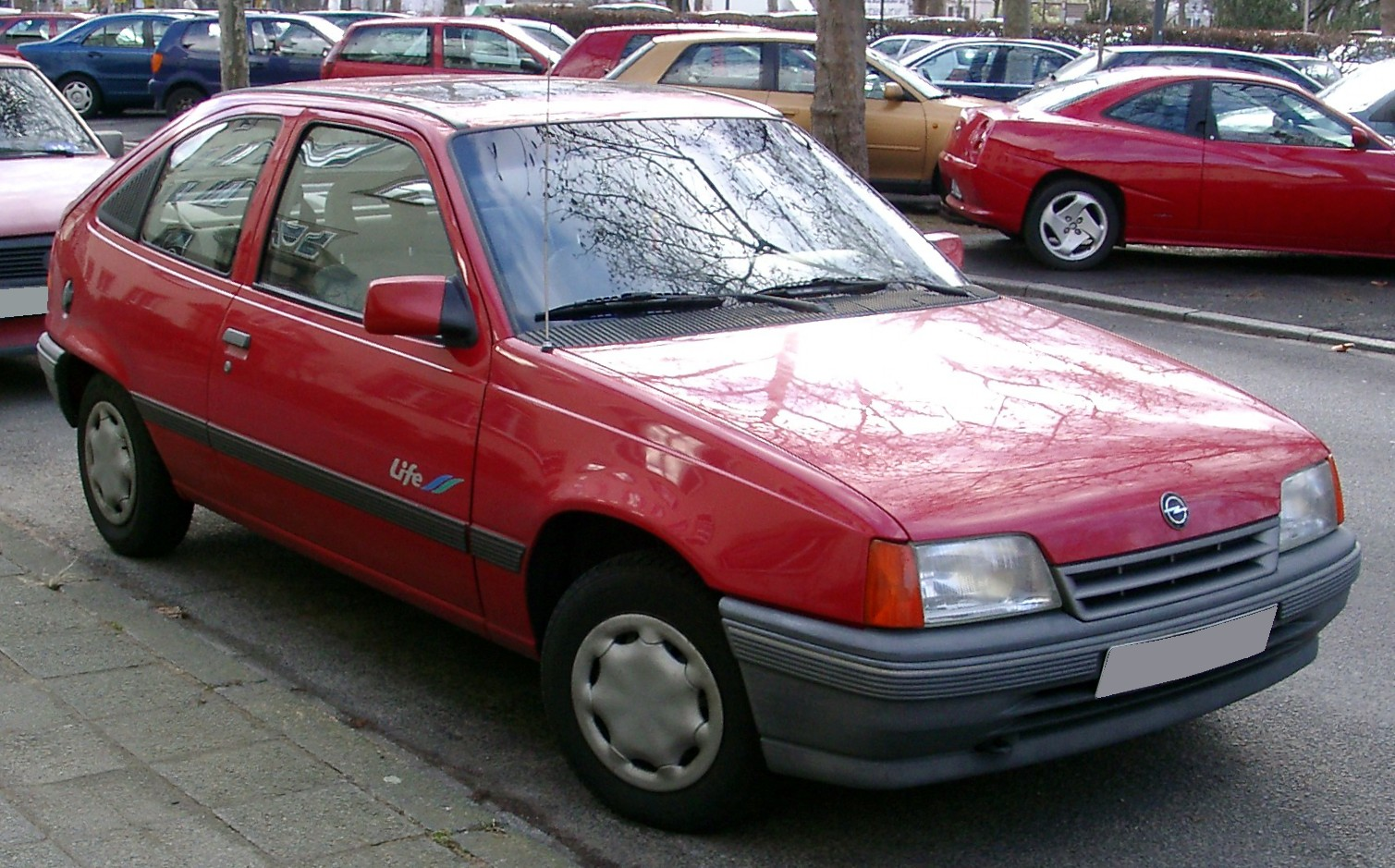
Opel Kadett E в трёхдверном кузове хетчбэк.
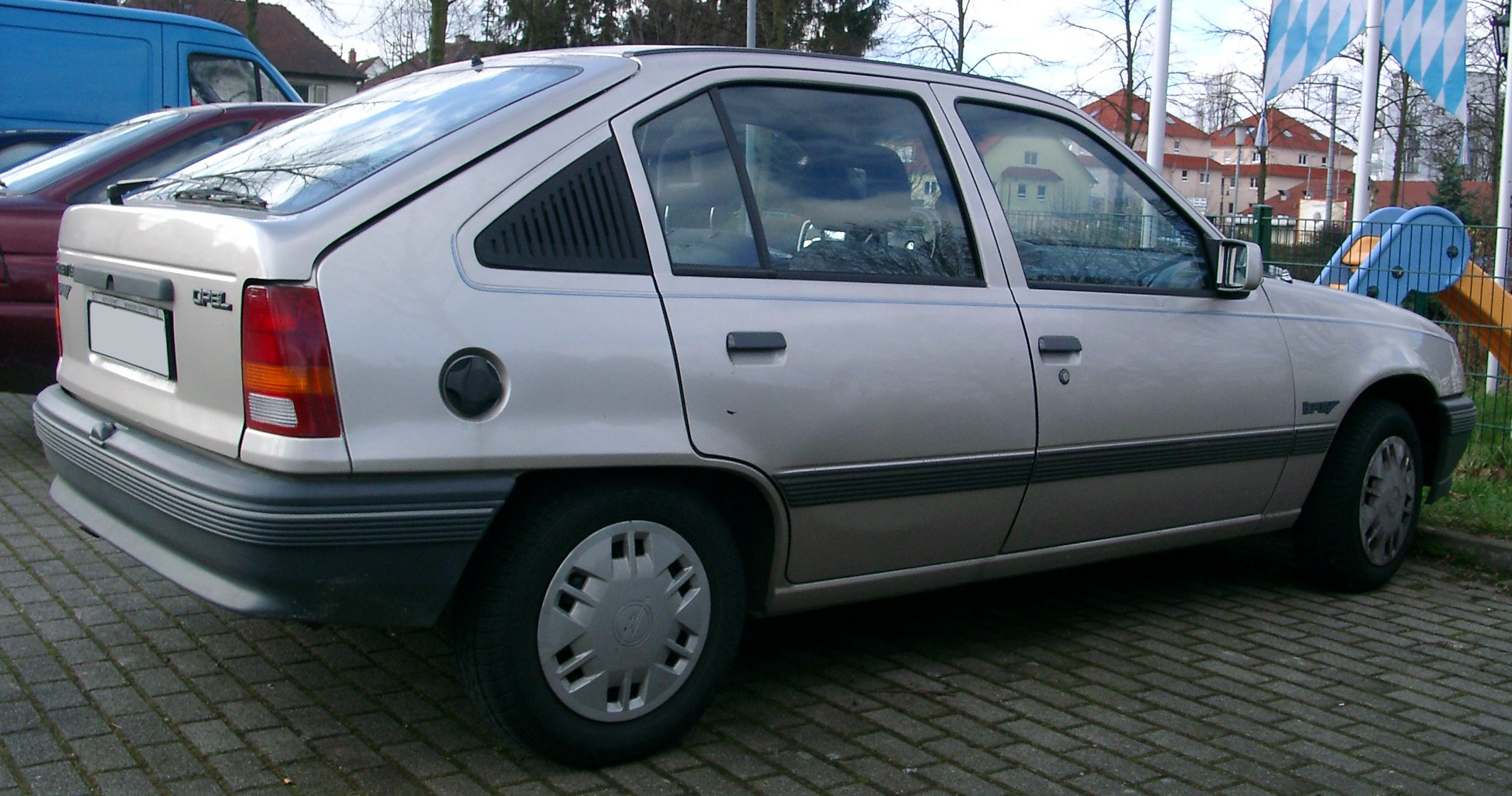
Opel Kadett в кузове пятидверный хетчбэк (1989-1995).
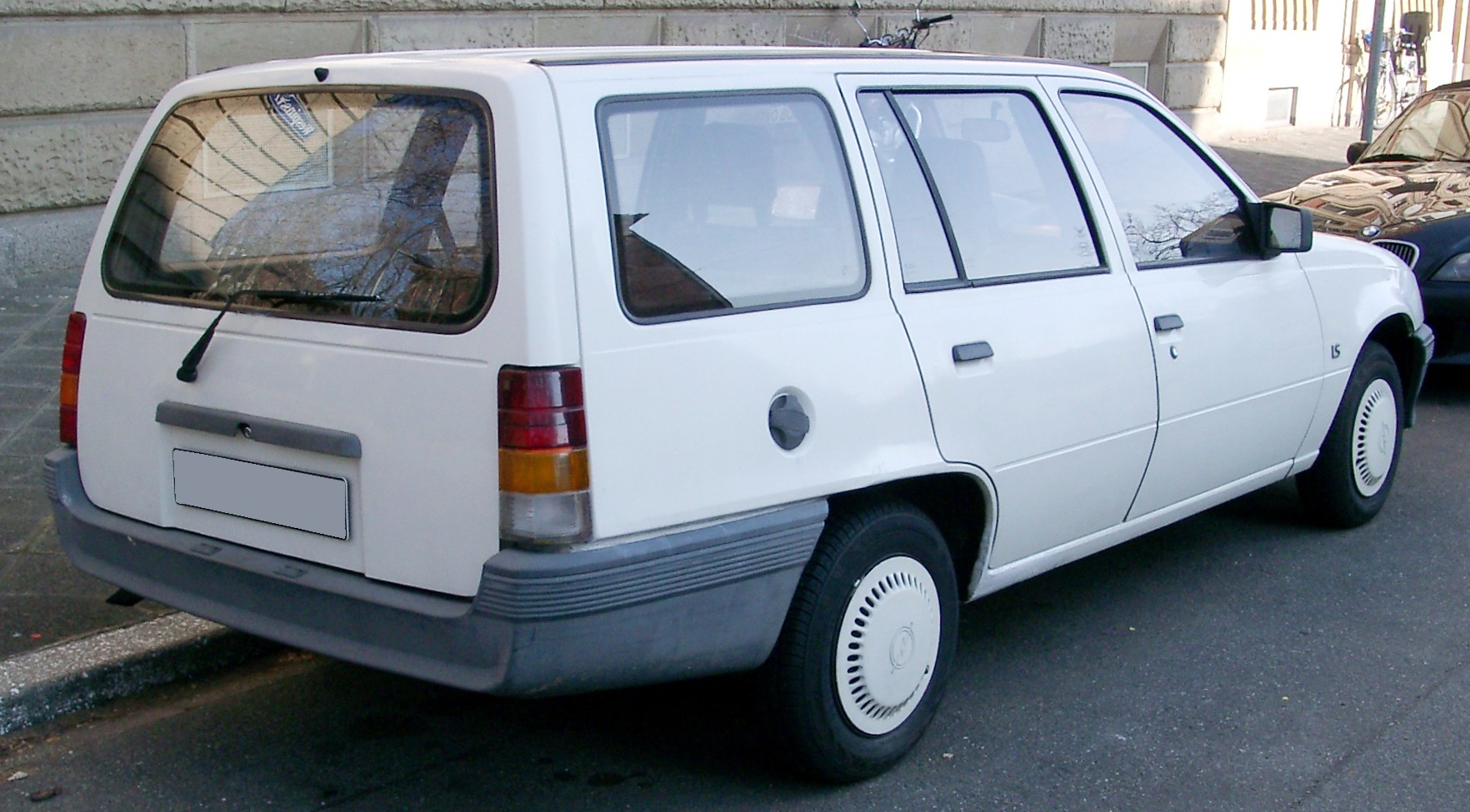
Универсал Opel Kadett Caravan (1984-1989).
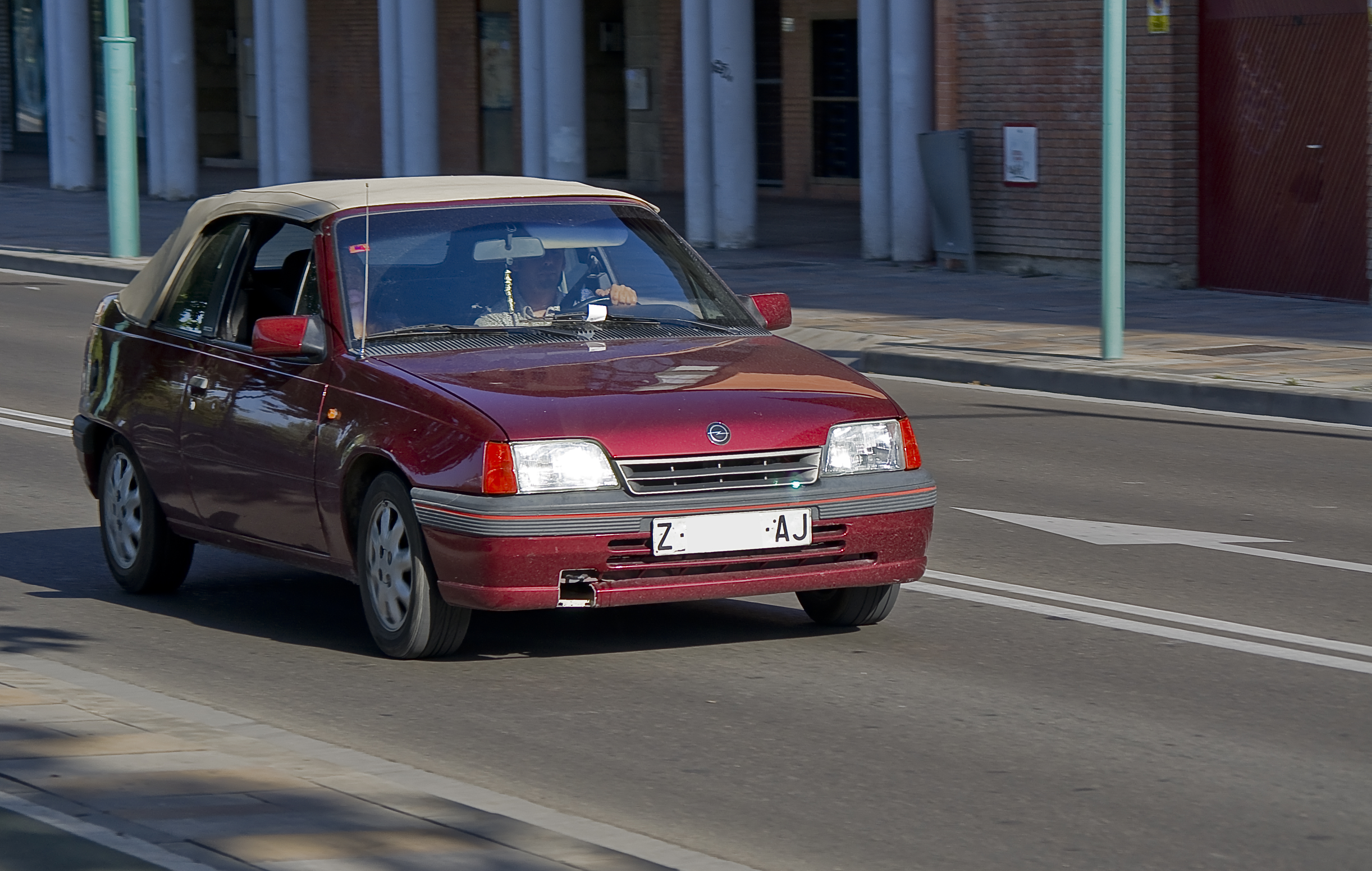
Кабриолет Opel Kadett E.
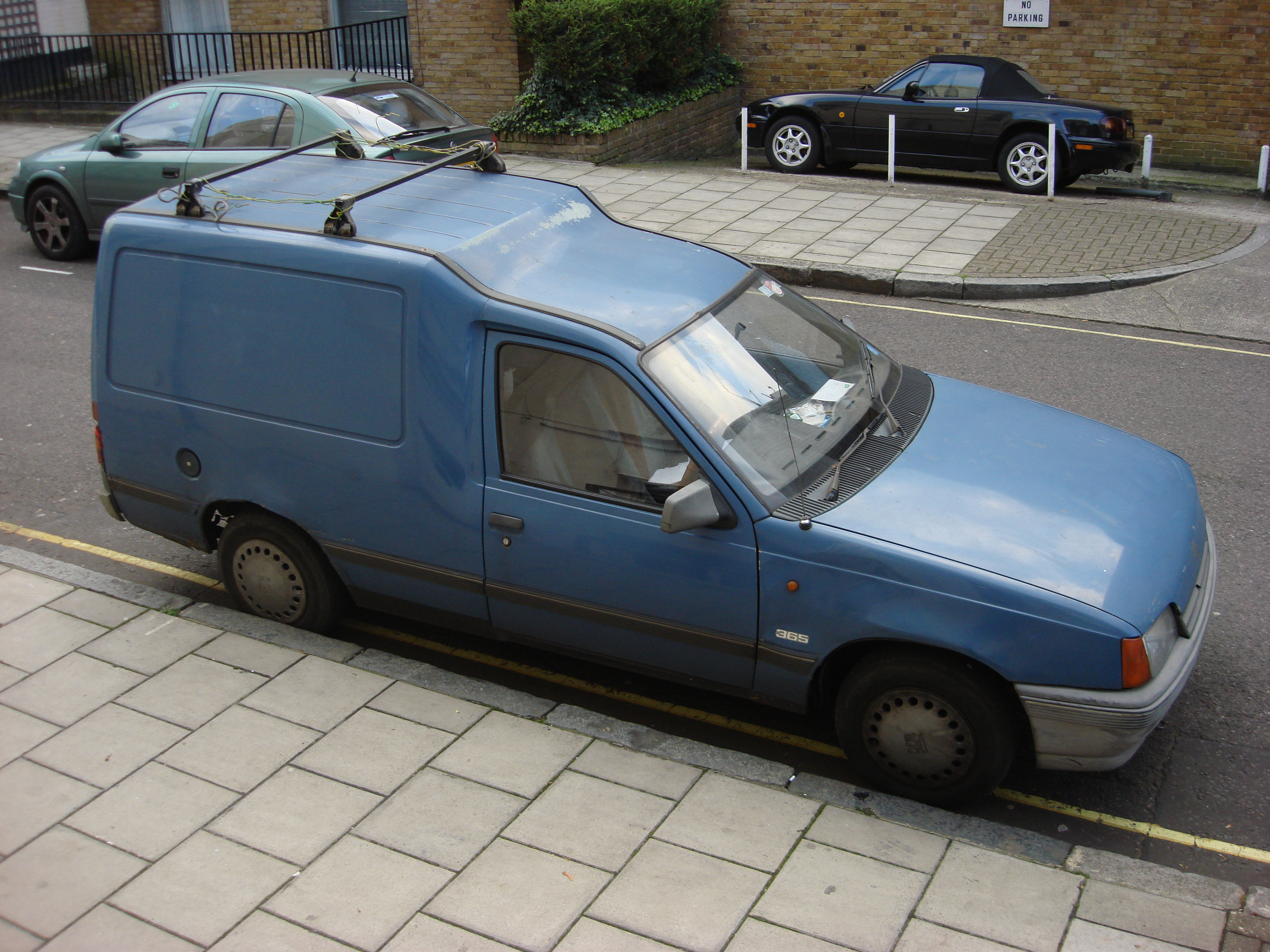
Фургон Vauxhall Astramax.

В 1987 году в продажу поступила версия кабриолет, дизайн которого разработало ателье  Bertone.
С 1988 года на Kadett E GSi/GTE стали устанавливать новый 16-клапанный двигатель мощностью 156 л. с. (115 кВт) — самый мощный двигатель в линейке Kadett E. Вместе с двигателем устанавливалась пятиступенчатая МКПП типа «F16» с синхронизаторами на всех передачах переднего хода.
В 1989 году вместо объединённой в единое целое решётки радиатора с передним бампером, на Kadett E стали устанавливать раздельные решётку радиатора и бампер в стиле Opel Omega A.
Существовало очень много вариантов исполнения Kadett E: CS, GT, Fun, Sport, Beauty, Snow, Sunshine, Miami, Dream, Champion, Life, Club Spezial, CUP, Sprint, Jubilee, California, TOP, Tiffany — все они отличались друг от друга оснащением и типами кузовов.
В августе 1991 года в Германии было свёрнуто производство Opel Kadett E (за исключением версии кабриолет), вместо Kadett E на конвейере появился Opel Astra F.
В 1992 году компания General Motors приняла решение унифицировать обозначения моделей европейского рынка, поэтому историческое имя Kadett для очередного поколения (Kadett F) было заменено на Opel Astra, заимствованное у аналогичной британской модели Vauxhall Astra. Таким образом, первое поколение Opel Astra носит индекс F, «продолжая» историю поколений Opel Kadett.

### Opel Kadett Superboss
В Южной Африке была построена спортивная версия трёхдверного хетчбэка Opel Kadett GSi 16V S, более известного как «Superboss». На него был установлен модернизированный 16-клапанный четырёхцилиндровый двигатель C20XE объёмом 2.0 литра(125 кВт; 170 л.с.), известный по автомобилям Opel Calibra. На «Superboss» был установлен мировой рекорд по наибольшему крутящему моменту на литр, который составлял 114 н•М/литр, который побил рекорд Ferrari 458 Italia, который имеет 117 н•М/литр.    

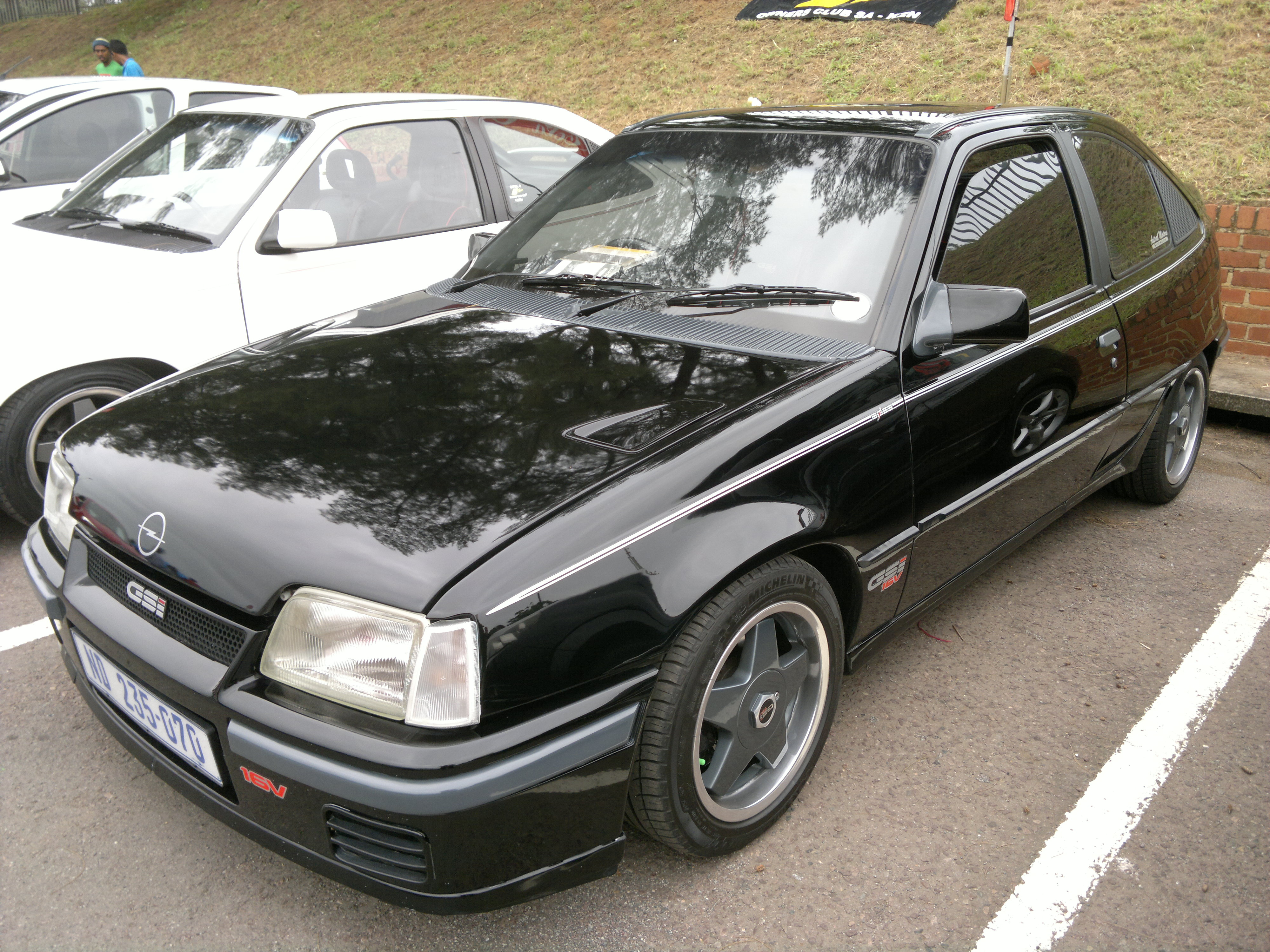
Opel Kadett GSi "Superboss"
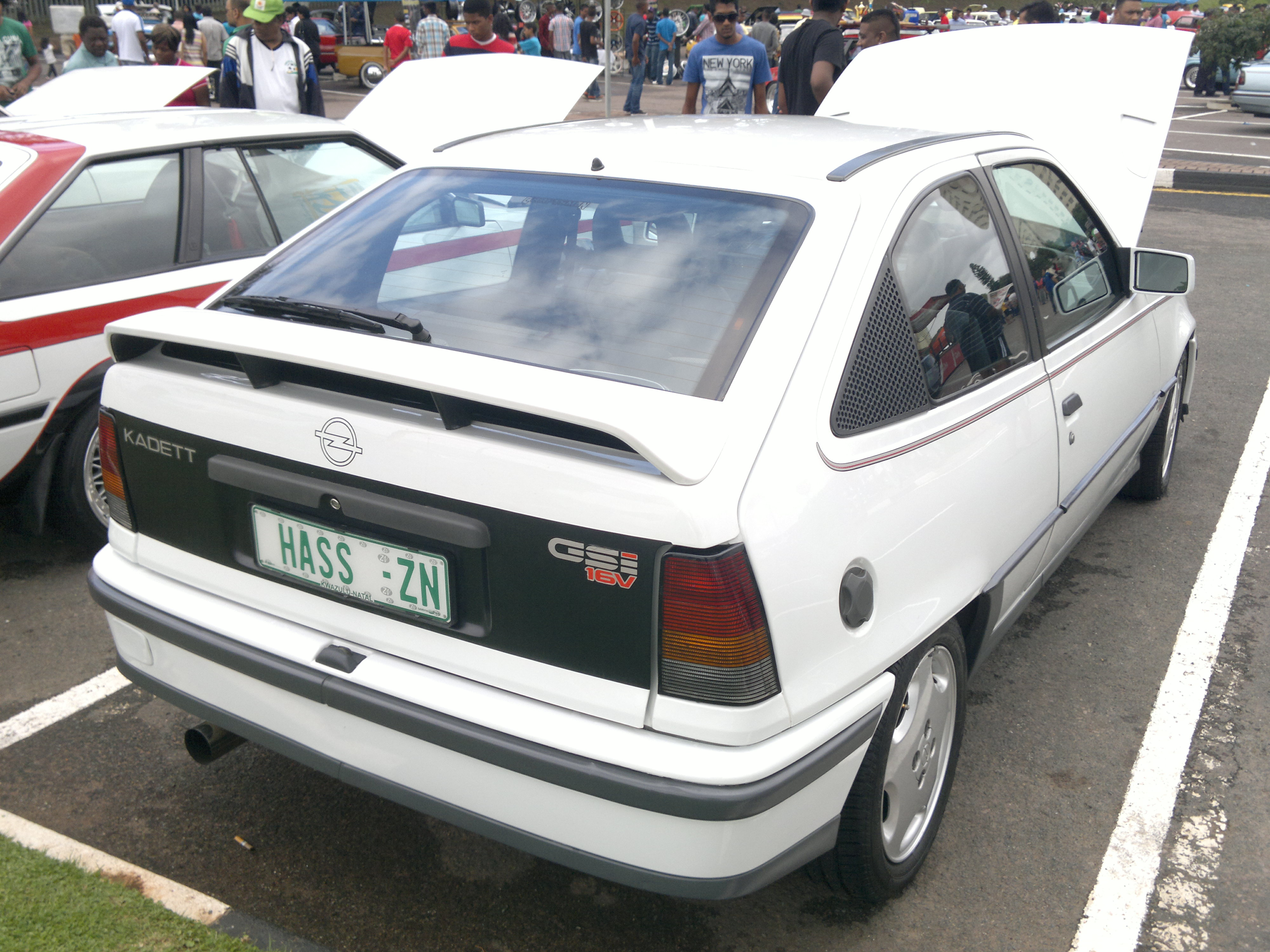
Оформление задней части.
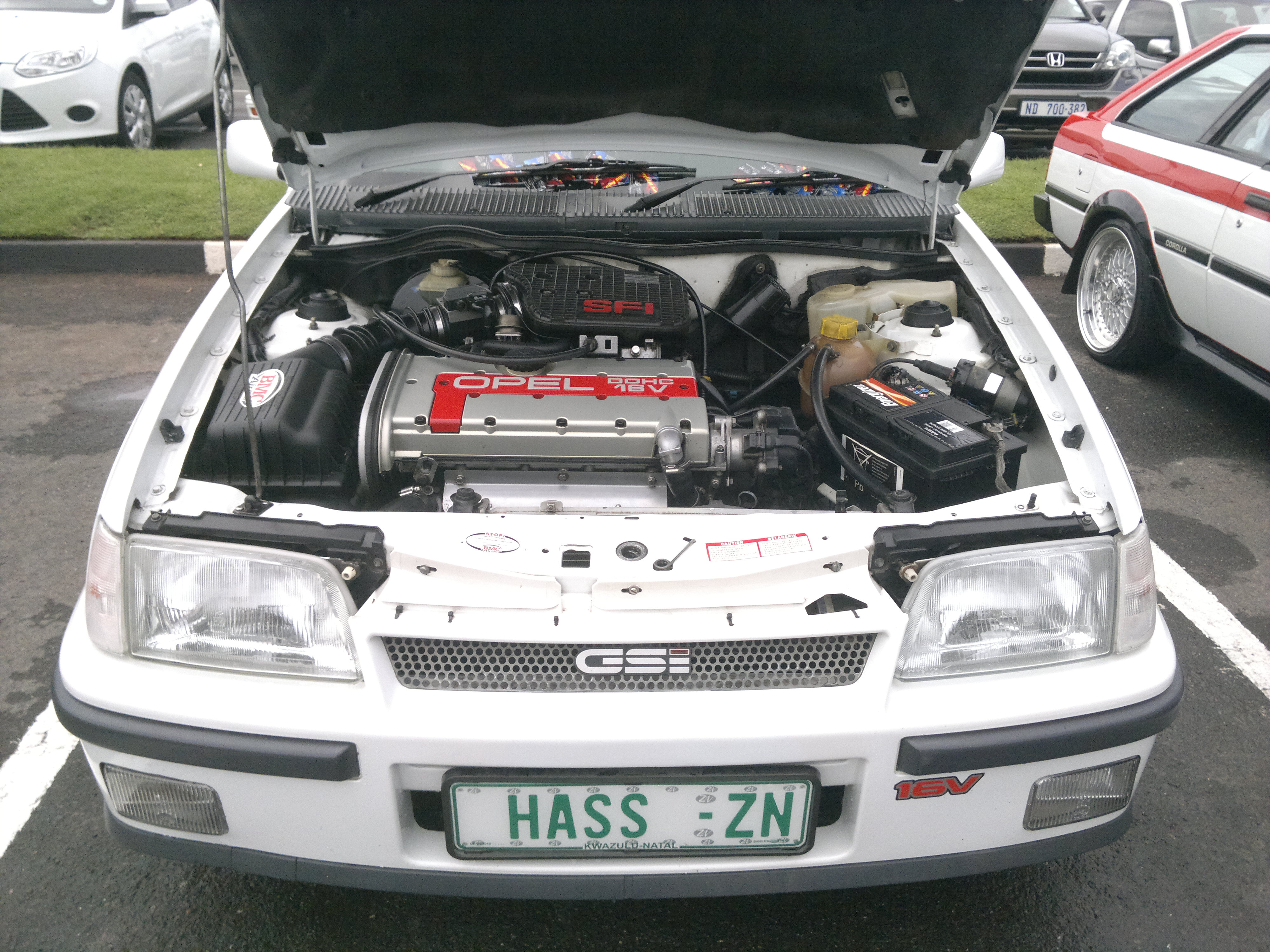
Двигатель C20XE.

Чтобы Superboss был омологирован для участия в гонках Группы N, изначально было построено 500 дорожных экземпляров. На этом автомобиле компания Opel выиграла чемпионаты Южной Африки 1991 и 1992 годов.

### Бразилия
Opel Kadett E собирался в Бразилии на заводе GM с 1989 по 1998 год. Трёхдверный хетчбэк Kadett E продавался как Chevrolet Kadett, а универсал — Chevrolet Ipanema (до 1993 года универсал был только трёхдверным). Бразильское производство хетчбэка началось в апреле 1989 года, а в октябре была добавлена модель Ipanema. С 1995 года все выпускаемые автомобили оснащались только инжекторной системой впрыска топлива. Бразильские автомобили выпускались с бензиновыми двигателями объёмом 1,8 или 2,0 литра.

### Южная Корея, Россия, Узбекистан
В 1987 году южнокорейская фирма Daewoo начала производство по лицензии модели Opel Kadett E под наименованием Daewoo Le Mans и Daewoo Racer, которая представляла собой Kadett E с другой радиаторной решёткой, фарами и деталями отделки салона. В 1994 году на базе Opel Kadett E была разработана новая модель — Daewoo Nexia. В 1996 году производство Nexia было перенесено из Корейской Республики в другие страны (Россия, Узбекистан, Польша, Румыния), где производство продолжалось и в последующие годы. Последней такой страной стал Узбекистан, где с различными модернизациями Daewoo Nexia выпускалась вплоть до 2016 года в Асаке на предприятии UzDaewoo. Таким образом, платформа Opel Kadett E продержалась в производстве 32 года. В России крупноузловая сборка производилась на заводе «Красный Аксай» в Ростове-на-Дону с 1995 по 1999 год.
Всего выпущено 3,779,282 автомобиля, без учёта Vauxhall. Цена Opel Kadett E в 1985 году составляла от 14.320 до 23.340 немецких марок.